# ハルタ (漫画誌)
『ハルタ』(Harta) は、KADOKAWA（エンターブレインブランド）が発行する日本の年10回刊漫画誌。
2008年10月14日に隔月誌として『Fellows!（フェローズ）』の誌名で刊行を開始し、2013年2月15日より現在の誌名・刊行ペースとなった。1月と7月以外の毎月15日ごろ発売。通常の定価は825円、平綴じB5判。
増刊扱いの『Fellows!(Q)』『ハルタオルタ』『テラン』と、WEB漫画誌『ハルタオルタ』、本誌の前身にあたる『コミックビームFellows!』についても本稿で解説する。

## 概要

### 基本概要
2006年10月、『コミックビーム』（エンターブレイン（当時））の増刊企画として新作読み切り作品のみを掲載したアンソロジーコミック『コミックビームFellows!』が出版された。その後この流れを汲んで誌名を『Fellows!』と変更し、新人作家を中心に掲載するというコンセプトを持つ隔月刊の漫画誌として2008年10月14日に刊行を開始する。このコンセプトにより、連載作品数の割に読み切り作品の数も比較的多いという珍しい誌面構成の漫画誌となった。2013年2月15日刊行号からは、後述する兄弟誌を吸収し誌名をインドネシア語で「宝物」という意味を持つ『ハルタ』へと変更した上で刊行周期も年10回刊へと移行。なおこの誌名変更の理由は、「『Fellows!』の商標を取っていなかったため」であるという。他の漫画誌に見られない特徴としては、不定期で販促小冊子が付属したり分冊して発行するなどの実験的な試みが多く存在する点が挙げられる。
刊行開始当初は『コミックビーム』と共にエンターブレインのコミック編集部内にて制作されていたが、2009年4月にフェローズ編集部として独立。独立後しばらくは4人の編集部員で80人以上存在する掲載作家を全て担当していたが、2012年2月時点の編集部員数は5人、『ハルタ』へと誌名を変更した2013年2月から少なくとも2014年末時点までは6人、2021年1月時点では8人となっている。なお奥付掲載の編集部名は2013年3月発売の『ハルタ』volume2時点ではフェローズ編集部のままであったが、翌4月発売のvolume3時点でハルタ編集部へと変更された。

### 歴代編集長
初代編集長は前身の『コミックビームFellows!』を企画・編集した大場渉が務めた。その後、大場が少女漫画雑誌『月刊Asuka』（KADOKAWA）の編集長を担当するにあたり、2017年4月からは塩出達也へ交代。大場は担当編集長という役職へ移動となった。
1. 大場渉：2008年10月 - 2017年3月
2. 塩出達也：2017年4月 - 現職

### 発行形態
本誌・増刊企画共に形態としては漫画雑誌であるものの流通上は雑誌ではなくコミック扱いであり、書籍扱いの〈ハルタコミックス〉レーベルより発行されている。そのため、バックナンバーの購入も通常の雑誌と比べ容易である。
なお2009年8月発売の『Fellows!』volume6まではエンターブレインが発行および発売元であったが、同年10月発売のvolume7から2013年3月発売の『ハルタ』volume2までは角川グループパブリッシングが、そして翌4月発売のvolume3から8月発売のvolume7までは角川グループホールディングス（同年6月下旬にKADOKAWAへ社名変更）が発売元となっている。これは2009年9月刊行分よりエンターブレインから発行される全書籍の発売元が角川グループパブリッシングへと変更され、更に2013年4月1日には同社が角川グループホールディングス（現・KADOKAWA）へと吸収合併されたためである。更に2013年10月発売のvolume8からはエンターブレインがKADOKAWAに吸収合併されたため、KADOKAWAが発行元となっている。
2020年6月16日からは『ハルタ』本誌の電子書籍版が配信開始。なお『ハルタオルタ』は本誌に先駆けて電子書籍版が配信されている。

### 単行本
掲載作品の単行本は、2009年9月15日より『ビームコミックス（BEAM COMIX）』レーベルから発行された。連載作品の単行本のみならず、新人作家の読み切り作品を収録した短編集も多く発行されている。なお2016年7月発売分の単行本より、二宮香乃による月替わりのハルタ宣伝漫画「ハルタってどんなん?」が掲載された4ページリーフレットが封入されている。
2017年4月15日発売分より、新規立ち上げの『ハルタコミックス（HARTA COMIX）』レーベルへ独立・移行。これに関連して2017年3月発売分の単行本には、ハルタコミックス創刊の告知漫画を掲載したチラシが封入された。

## 特徴

### 掲載作家
本誌最大の特徴は新人作家の重点的な起用であり、創刊時からのコンセプトとして「アニメや小説のコミカライズ作品を一切掲載せずに、新人を中心とした誌面作りを行っていく」を掲げている。これは前身にあたる『コミックビームFellows!』から受け継がれているものであるが、このコンセプトによって新人作家率が62.5%にのぼった創刊号は増刷されるほどの人気となった。この新人中心というコンセプトは、初代編集長の大場渉が『コミックビーム』編集部に在籍していた際に当時編集長であった奥村勝彦と制作したい漫画の方向性が違ってしまったこと、そして新人作家がデビューしづらい当時の状況を変えるべく掲げたものであるという。その結果、「ジゼル・アラン」（笠井スイ）、「狼の口 〜ヴォルフスムント〜」（久慈光久）、「ふうらい姉妹」（長崎ライチ）、「ヒナまつり」（大武政夫）、「坂本ですが?」（佐野菜見）といった、新人作家による多数の人気作品が輩出されるに至った。
新人作家以外では、森薫、福島聡、入江亜季など母体としていた『コミックビーム』から多数の作家が移っており、意欲的な作品を発表し続けている。また『Fellows!』時代の刊行ペースは隔月刊であったため、月刊と比べて長い期間原稿に取り組むことが出来た。これによって本誌には1コマあたりの線数が多い画力重視型の漫画家が多く集まっている。なお誌名が『ハルタ』となった現在は刊行ペースが年10回刊となっているが、連載作品の多くは掲載間隔が基本的に以前と変わらず隔月若しくはそれ以上のペースとなっている。
その他、2017年4月から本誌初代編集長の大場渉が少女漫画雑誌『月刊Asuka』の編集長を務めていることから、同誌掲載作家による作品も時折『ハルタオルタ』や販促小冊子に掲載されている。

### 掲載作品と分冊
本誌は連載作品中心の誌面構成を採っているものの、上記した通り新人作家を多用する編集姿勢であるため読み切り作品の数が多く、これらの読み切り作品が人気を得た際は後に連載化やシリーズ読み切り化となる場合も多い。また掲載作品の多くは通常の漫画作品と比較して1話あたりのページ数が多いため、『Fellows!』時代は1号に1話だけでなく2話以上同時掲載されるケースも存在した。そのため『Fellows!』時代は刊行される度にページ数が増えていき、volume9からはほぼ毎号1000ページ以上を保つ状態となっていた。1冊の本に纏めるためには厚さ・重さ共に限界があるため、この対策としてvolume10とvolume11は“A”と“B”の2冊に分冊、volume16では“A”“B”“C”“D”の4冊に分冊して発行している（4分冊時は1週間に1冊ずつ発行）。なお(Q)はこの分冊が追いつかなくなった事による増刊企画として刊行を開始したため、ページ数は500ページ程であった。最終的にこのページ数対策は『ハルタ』への誌名変更および刊行周期が早まった理由の1つとなっており、1冊のページ数は抑えつつ1年間の総ページ数自体を増加させる事に成功している。このような経緯があるため、誌名が『ハルタ』となった現在でも上記した掲載作家や掲載作品の特徴は『Fellows!』時代と変わっていない。
なお編集部側から漫画家側への企画の提案は基本的に行なっておらず、それぞれの掲載作品のアイデアは漫画家主導となっている。この事から「原作：○、作画：○」の様に2人の作家が原作と作画に分かれた形式の漫画作品は2019年5月発売の『ハルタ』volume64掲載「秘密の花園」（原作：百名哲 / 作画：冨明仁）まで存在せず、ごく一部を除く全ての漫画作品の作者表記は個人名義になっている。
また各作品の連載開始・終了時期やプロモーションなどは編集部主導で決定するのではなく、各々の担当編集者の裁量で決める担当裁量制を採用している。これは本誌の元となった『コミックビーム』時代から続いているものであり、漫画業界では珍しい構造となっている。

### 装丁
その制作においては、「見出し以外の煽り文が無い表紙」、「自社広告を含む一切の広告要素を排除」、「漫画誌としては異例の帯仕様」などといった独特の装丁を採用している。基本的に誌面にカラーページが存在しないのも特徴であるが、『Fellows!』volume15からは不定期で「カバー・ストーリー」（後述）や目次ページがカラーページとなっている。また次号予告ページでは1人の作家ごとに2ページずつ使用する事が多く、多い号では予告だけで20ページ弱に及ぶこともあった。更にこの予告には作者による描き下ろしカットが使用されるなど、予告ページには力が入れられている。この他、予告ページの見出しでは掲載作家のイラストが彩られており不定期で担当作家が変わっていたが、『ハルタ』volume61からはvolume77までは漫画形式での作家紹介となっていた。なお(Q)や『ハルタ』にもこれらの装丁が受け継がれているが、(Q)にはカラーページと作品個別の予告ページは存在しない。表紙に関しては#表紙・背表紙を参照。
これらの装丁は刊行開始時から全てコードデザインスタジオが手がけていたが、2012年9月発売の(Q)最終号より8823DESIGNへと変更されている。そのため、(Q)"Q.E.D."以降に刊行されたものはタイトルロゴや目次ページなどのデザインが従来までと異なっている。『ハルタ』volume85からはデザイナーは変わっていないものの、表紙や誌面全体のデザインがリニューアルされた。

### 評価
本誌は上記のような編集体制を用いた事により、刊行開始時から『ぱふ』（雑草社）や『コミッカーズ』（美術出版社）といった漫画情報誌の好意的な評価を受けていた。更に刊行開始より2年以上が経った2011年にも『ダ・ヴィンチ』（メディアファクトリー）誌上にて「真のマンガ好きに捧げる本格コミック誌!」と評されている。なお後述するように度々コラボレーションを行なっている『ゲッサン』（小学館）の当時編集長であった市原武法曰く、「日本で一番イカレてる漫画雑誌」であるという。

## 兄弟誌

### Fellows!(Q)
2011年11月15日、前述したページ数対策として本誌よりも更に新人中心の兄弟誌『Fellows!(Q)』（フェローズ(キュー)）の刊行が開始された。定価は680円、平綴じB5判。当初は年4回の発行を目指していたが、実際には不定期刊となっている。こちらは『Fellows!』本誌と異なり読み切り作品中心の誌面構成となるが、この刊行開始に伴い本誌から移籍した連載作品も存在するなど、その体裁は本誌とほぼ変わっていない。なお誌名の(Q)には様々な意味が込められており、号数表記として毎号異なるQから始まる英単語が用いられている（創刊号は「Quiet」、第2号は「Queen」が号数表記として使用された）。
2012年9月15日刊行の第3号「Q.E.D.」を以って刊行を終了し、『Fellows!』本誌に吸収された。

### ハルタオルタ
2019年9月14日には1号限りの予定で、『ハルタ』初の増刊企画となる『ハルタオルタ』が発売。定価は780円、平綴じB5判。「いま、描きたいものをフルスイングで描くこと」という決まりごとのもと執筆された、ノーテーマ・ノージャンルの新作読み切り漫画のみで構成されている。
2023年5月8日には、「もうひとつのハルタ」という位置づけで同名のWEB漫画誌がオープン。連載作品はKADOKAWA運営のポータルサイト『カドコミ』（旧『ComicWalker』）にて配信され、月曜日に更新される。

### 青騎士
2021年4月20日、かつて『ハルタ』『月刊Asuka』の付属小冊子として展開された『青騎士』が正式な漫画誌として刊行開始。これにあたり、『ハルタ』から複数作品が移籍した。

### テラン
2021年7月15日には、新たな増刊企画として『テラン』が刊行開始。定価850円、平綴じB5判、表紙カバーあり。誌名はインドネシア語で「光」という意味を持つ。
1号のみであった『ハルタオルタ』とは異なり、『ハルタ』が発売しない1月と7月に刊行される予定であったが、第2号（2022年1月発売）以降は刊行が無い。第1号となった2021（SUMMER）には、新作読み切り漫画のみが掲載された。また『ハルタ』本誌とは異なり、作品によってはカラーページが存在している。

## 掲載作品
- 2025年6月現在。

### 連載中
- デフォルトでの表示順は連載開始順。開始号の同じ物に付いては掲載順とした。
- 表内の「掲載号」に記載している表記は基本的なものであるため、イレギュラーに掲載もしくは休載するケースも存在する。また作品によっては掲載間隔が変更されている。なお6月および12月刊行号は合併号扱いとなるため、この表記と関係なくほぼ全連載作品が掲載予定である。
- 長期休載の予告が無い作品であっても、掲載予定号に2回連続で載らなかった場合は休載扱いとする。長期休載作品はタイトルを太字としていない。

|  | 最新号（『ハルタ』volume125）に掲載 |

|    | 作品名                                | 作者           | 開始号               | 掲載号   | 注記 |
| -- | ------------------------------------- | -------------- | -------------------- | -------- | --- |
| 01 | ジゼル・アラン                        | 笠井スイ       | 『Fellows!』volume5  | 偶数月号 | 体調不良に伴い休載中（『ハルタ』volume17まで連載）。 『Fellows!』volume10までのタイトルは「ジゼル・アランシリーズ」。                         |
| 02 | ベルチャイルドの鐘                    | 高田健一       | 『Fellows!』volume21 | 奇数月号 | 体調不良に伴い休載中（『ハルタ』volume10まで連載）。                                                                                          |
| 03 | ハクメイとミコチ                      | 樫木祐人       | 『Fellows!』volume22 | 毎号     | シリーズ読み切りからの連載化。 『Fellows!』volume25までのタイトルは「こびと日和」。                                                           |
| 04 | ふしぎの国のバード                    | 佐々大河       | 『ハルタ』volume2    | 奇数月号 | 当初は読み切り作品として掲載。 |
| 05 | 白銀妃                                | 睦月のぞみ     | 『ハルタ』volume8    | 毎号     | 体調不良に伴い休載中（『ハルタ』volume16まで連載）。                                                                                          |
| 06 | ヴラド・ドラクラ                      | 大窪晶与       | 『ハルタ』volume44   | 奇数月号 | |
| 07 | 山を渡る -三多摩大岳部録-             | 空木哲生       | 『ハルタ』volume52   | 奇数月号 | |
| 08 | 煙と蜜                                | 長蔵ヒロコ     | 『ハルタ』volume59   | 毎号     | シリーズ読み切りからの連載化。 『ハルタ』volume91から97まで病気療養に伴う休載期間あり。 作者療養のため休載中（『ハルタ』volume121まで連載）。 |
| 09 | 峠鬼                                  | 鶴淵けんじ     | 『ハルタ』volume67   | 偶数月号 | ←『青騎士』（小冊子版）から移籍。 |
| 10 | 瑠璃の宝石                            | 渋谷圭一郎     | 『ハルタ』volume67   | 偶数月号 | |
| 11 | クプルムの花嫁                        | namo           | 『ハルタ』volume74   | 毎号     | |
| 12 | ホテル・メッツァペウラへようこそ      | 福田星良       | 『ハルタ』volume78   | 毎号     | |
| 13 | 虎は龍をまだ喰べない。                | 一七八ハチ     | 『ハルタ』volume83   | 毎号     | |
| 14 | 司書正                                | 丸山薫         | 『ハルタ』volume84   | 偶数月号 | |
| 15 | 猫のまにまに                          | 宇島葉         | 『ハルタ』volume86   | 毎号     | 作者療養のため休載中（『ハルタ』volume106まで連載）。                                                                                         |
| 16 | キラキラとギラギラ                    | 嵐田佐和子     | 『ハルタ』volume91   | 毎号     | |
| 17 | ウスズミの果て                        | 岩宗治生       | 『ハルタ』volume92   | 毎号     | |
| 18 | 珍獣のお医者さん                      | 二宮香乃       | 『ハルタ』volume92   | 奇数月号 | |
| 19 | かわいすぎる人よ!                     | 綿野マイコ     | 『ハルタ』volume92   | 毎号     | |
| 20 | いやはや熱海くん                      | 田沼朝         | 『ハルタ』volume93   | 毎号     | |
| 21 | 開花アパートメント                    | 飴石           | 『ハルタ』volume96   | 偶数月号 | |
| 22 | 魔女のエデン                          | ゆめじ         | 『ハルタ』volume98   | 毎号     | |
| 23 | 殺し屋の推し                          | 大島琳太郎     | 『ハルタ』volume99   | 奇数月号 | |
| 24 | 悪魔二世                              | 志波由紀       | 『ハルタ』volume102  | 奇数月号 | |
| 25 | Servant Beasts                        | 森野鈴鹿       | 『ハルタ』volume104  | 毎号     | |
| － | たつのここたつ                        | 多良見かな     | 『ハルタ』volume104  | 毎号     | 裏表紙に掲載。 |
| 26 | 本なら売るほど -古本屋十月堂とその客- | 児島青         | 『ハルタ』volume107  | 奇数月号 | 『ハルタ』volume111まで短期集中連載後、volume114より再開。 『ハルタ』volume98に掲載された読み切りの連載化。                                   |
| 27 | 神に誓って偽りです                    | 松本水星       | 『ハルタ』volume109  | 毎号     | |
| 28 | 午前二時は食卓で                      | 今東ともよ     | 『ハルタ』volume111  | 毎号     | |
| － | ハニホヘもののき楽器店                | 三卜二三       | 『ハルタ』volume113  | 毎号     | 帯の裏に掲載。 |
| 29 | ファンシー革命                        | 犬島ななこ     | 『ハルタ』volume114  | 毎号     | |
| 30 | 11番目のねこはねね                    | はりかも       | 『ハルタ』volume115  | 毎号     | |
| 31 | アルケミックガール×バーサーカーボーイ | 松賀諒真       | 『ハルタ』volume116  | 毎号     | |
| 32 | 狼よ、震えて眠れ                      | 犬童千絵       | 『ハルタ』volume117  | 毎号     | |
| 33 | 現象X 超常現象捜査録                  | 温泉中也       | 『ハルタ』volume118  | 偶数月号 | |
| 34 | 極楽にはまだ早い                      | 天野実樹       | 『ハルタ』volume121  | 毎号     | |
| 35 | 香港ネクロポリス                      | 越谷美咲       | 『ハルタ』volume122  | 毎号     | |
| 36 | 船長、問題ありません!                 | 佐藤宮         | 『ハルタ』volume122  | 毎号     | |
| 37 | 心霊写真密売マニュアル                | 池袋万里       | 『ハルタ』volume123  | 毎号     | |
| 38 | 夜をととのえる                        | 浜田咲良       | 『ハルタ』volume124  | 毎号     | |
| 39 | 海底清掃人マタタビュリス              | 本山とらじろう | 『ハルタ』volume125  | 毎号     | 『ハルタ』volume121に掲載された同名読み切りの連載化。                                                                                         |
| 40 | エイリアンと虫ハカセ                  | 小池リクト     | 『ハルタ』volume125  | 毎号     | 短期集中連載。 |

※この他に『ハルタ』volume84までの毎号、各作家が「カバー・ストーリー」として4ページほど巻頭に執筆していた。内容は様々だが、表紙のイラストと連動している事が多い。各号の担当作家は#書誌情報を参照。

### 連載中（ハルタオルタ）
|  | 連載中 |

|    | 作品名          | 作者     | 掲載サイト             | 開始日        | 掲載間隔 | 注記                                                                             |
| -- | --------------- | -------- | ---------------------- | ------------- | -------- | -------------------------------------------------------------------------------- |
| 01 | J⇔M             | 大武政夫 | ComicWalker → カドコミ | 2023年5月8日  | 毎月     |                                                                                  |
| 02 | 贋 -まがいもの- | 黒川裕美 | ComicWalker → カドコミ | 2023年5月15日 | 毎月     |                                                                                  |
| 03 | 黒巫鏡談        | 戸川四餡 | ComicWalker → カドコミ | 2023年10月2日 | 毎月     | 第3話までは『ハルタ』掲載分の再録。                                              |
| 04 | されどふたご    | 西公平   | カドコミ               | 2024年2月26日 | 毎月     | 2023年11月6日にComicWalker内の『ハルタオルタ』で配信された同名読み切りの連載化。 |
| 05 | かみちゃん      | 古田青葉 | カドコミ               | 2024年4月29日 | 毎月     |                                                                                  |

### 連載終了
- 基本的に単行本化された作品にのみ内部リンクを施す（最新号にて終了した作品は例外）。
- デフォルトでの表示順は連載終了順。終了号の同じ物に付いては掲載順とした。

|  | 最新号（『ハルタ』volume125）に掲載 |

|     | 作品名                               | 作者                              | 開始号                | 終了号                | 注記 |
| --- | ------------------------------------ | --------------------------------- | --------------------- | --------------------- | --- |
| 001 | 早春賦                               | 八十八良                          | 『Fellows!』volume1   | 『Fellows!』volume3   | 短期集中連載。 |
| 002 | 彼女と彼                             | 冨明仁                            | 『Fellows!』volume1   | 『Fellows!』volume3   | 短期集中連載。 |
| 003 | 探偵真木                             | 文章：貴子潤一郎 イラスト：ともぞ | 『Fellows!』volume1   | 『Fellows!』volume3   | 小説作品。 |
| 004 | アレックス・ブラック                 | 岩原裕二                          | 『Fellows!』volume4   | 『Fellows!』volume5   | 不定期連載扱い。 |
| 005 | 電人ボルタ                           | 佐々木一浩                        | 『Fellows!』volume1   | 『Fellows!』volume6   | |
| 006 | ロングロングアゴー                   | 福島聡                            | 『Fellows!』volume3   | 『Fellows!』volume7   | |
| 007 | 誰が為に鋼は鳴る                     | 天乃タカ                          | 『Fellows!』volume8   | 『Fellows!』volume11A | 『Fellows!』volume3に掲載された読み切りの連載化。 |
| 008 | 演劇部5分前                          | 百名哲                            | 『Fellows!』volume3   | 『Fellows!』volume13  | |
| 009 | グッドアフタヌーン・ティータイム     | 新居美智代                        | 『Fellows!』volume2   | 『Fellows!』volume13  | 『Fellows!』volume4までは読み切り作品扱い。 |
| 010 | ノラ猫の恋                           | 長野香子                          | 『Fellows!』volume2   | 『Fellows!』volume13  | |
| 011 | イモムシのおよめさん                 | 吉元ますめ                        | 『Fellows!』volume10B | 『Fellows!』volume14  | 『Fellows!』volume6に掲載された同名読み切りの連載化。 |
| 012 | ブラステッド                         | 室井大資                          | 『Fellows!』volume2   | 『Fellows!』volume14  | |
| 013 | 真昼に深夜子                         | 宮田紘次                          | 『Fellows!』volume4   | 『Fellows!』volume14  | |
| 014 | 蝋燭姫                               | 鈴木健也                          | 『Fellows!』volume1   | 『Fellows!』volume14  | |
| 015 | 為朝二十八騎                         | 佐野絵里子                        | 『Fellows!』volume1   | 『Fellows!』volume15  | |
| 016 | グルタ島日記                         | まさひこ                          | 『Fellows!』volume1   | 『Fellows!』volume15  | 『Fellows!(Q)』Q.E.D.と『ハルタ』volume51に読み切り掲載。 →『青騎士』（漫画誌版）に読み切り掲載。                                                         |
| －  | アフィーマ出張版                     | 高田健一                          | 『Fellows!』volume5   | 『Fellows!』volume15  | ウェブサイトにて連載していた作品の出張版。 『Fellows!』volume5では目次、volume6からは帯の裏に掲載。                                                       |
| 017 | 三鬼本家の食卓                       | 犬童千絵                          | 『Fellows!』volume11B | 『Fellows!』volume16C | |
| 018 | 水晶石の森                           | 福島久美子                        | 『Fellows!』volume1   | 『Fellows!』volume16C | |
| 019 | ストレニュアス・ライフ               | 丸山薫                            | 『Fellows!』volume1   | 『Fellows!』volume16C | |
| 020 | 野ばら                               | 高田築                            | 『Fellows!』volume7   | 『Fellows!』volume16D | |
| 021 | In Wonderland                        | 薮内貴広                          | 『Fellows!』volume1   | 『Fellows!』volume17  | 『Fellows!(Q)』Queenに読み切り掲載。 |
| 022 | 恋煩いフリークス                     | 雨隠ギド                          | 『Fellows!』volume13  | 『Fellows!』volume18  | |
| 023 | 銀河六巡り                           | 高橋拡那                          | 『Fellows!』volume13  | 『Fellows!』volume18  | |
| 024 | うさぎのヨシオ                       | 近藤聡乃                          | 『Fellows!』volume1   | 『Fellows!』volume18  | |
| 025 | 玲瓏館健在なりや                     | 冨明仁                            | 『Fellows!』volume5   | 『Fellows!』volume18  | |
| 026 | 蜂矢乙女の魔球                       | 福島聡                            | 『Fellows!』volume16D | 『Fellows!』volume19  | →『Fellows!(Q)』へ移籍。 |
| 027 | 白獅子の子供たち                     | 高橋那津子                        | 『Fellows!』volume11A | 『Fellows!』volume19  | |
| 028 | 碧空切符                             | 紗久楽さわ                        | 『Fellows!』volume18  | 『Fellows!』volume20  | 当初は『Fellows!(Q)』へ移籍予定だったが再開されていない。                                                                                                 |
| 029 | ピーチ・オン・ザ・ビーチ             | 原鮎美                            | 『Fellows!』volume7   | 『Fellows!』volume20  | |
| 030 | たまりば                             | しおやてるこ                      | 『Fellows!』volume1   | 『Fellows!』volume21  | |
| 031 | ワンツーマンゴー                     | 冨明仁                            | 『Fellows!』volume19  | 『Fellows!』volume21  | |
| 032 | 演劇部5分前リターンズ                | 百名哲                            | 『Fellows!』volume14  | 『Fellows!』volume21  | |
| －  | BUNNY LOVES YOU                      | 新居美智代                        | 『Fellows!』volume17  | 『Fellows!』volume21  | 帯の裏に掲載。『Fellows!(Q)』Quietにも掲載。 『Fellows!』volume23に読み切り掲載。                                                                         |
| 033 | ウワガキ                             | 八十八良                          | 『Fellows!』volume5   | 『Fellows!』volume24  | 『Fellows!』volume25に読み切り掲載。 |
| 034 | しらまり 〜白瀬マリ伝説〜            | 高橋拡那                          | 『Fellows!』volume20  | 『Fellows!』volume25  | 『Fellows!』volume23までのタイトルは「しらまり」。 一旦終了扱い。『ハルタ』volume39に読み切り掲載。                                                       |
| 035 | 健全ロボ ダイミダラー                | なかま亜咲                        | 『Fellows!』volume2   | 『Fellows!』volume25  | 『ハルタ』にて新シリーズが連載。 |
| 036 | 鹿娘清美婚姻譚                       | 緒方波子                          | 『Fellows!』volume22  | 『Fellows!』volume25  | |
| 037 | 兎の角                               | 睦月のぞみ                        | 『Fellows!』volume6   | 『Fellows!』volume26  | |
| 038 | ましまろ文學ガール                   | 天乃タカ                          | 『Fellows!』volume17  | 『Fellows!』volume26  | |
| 039 | 最愛の隣の悪夢                       | 安住だいち                        | 『Fellows!』volume15  | 『ハルタ』volume4     | |
| 040 | 石精綺譚                             | 原鮎美                            | 『Fellows!』volume24  | 『ハルタ』volume7     | |
| 041 | 星屑ニーナ                           | 福島聡                            | 『Fellows!』volume10A | 『ハルタ』volume8     | |
| 042 | 瑪瑙之竜                             | 長澤真                            | 『Fellows!』volume7   | 『ハルタ』volume8     | |
| 043 | 魔街の坂                             | 中村哲也                          | 『Fellows!』volume24  | 『ハルタ』volume11    | 坂シリーズ第3弾。 |
| 044 | 小さくてマッチョな者たち             | 西公平                            | 『ハルタ』volume10    | 『ハルタ』volume12    | 『ハルタ』volume5に掲載された同名読み切りの短期集中連載化。 『ハルタ』volume40,volume58に読み切り掲載。                                                   |
| 045 | 保健室の黒便り                       | 夏本満                            | 『Fellows!』volume24  | 『ハルタ』volume13    | |
| 046 | かぶき伊左                           | 紗久楽さわ                        | 『Fellows!』volume12  | 『ハルタ』volume14    | |
| 047 | 少年の名は                           | 渡邉紗代                          | 『ハルタ』volume3     | 『ハルタ』volume18    | |
| 048 | 補助隊モズクス                       | 高田築                            | 『Fellows!』volume19  | 『ハルタ』volume19    | |
| 049 | 紅い実はじけた                       | 高橋那津子                        | 『ハルタ』volume3     | 『ハルタ』volume20    | 『ハルタ』volume10から11まで病気療養に伴う休載期間あり。                                                                                                  |
| 050 | エニデヴィ                           | 白浜鴎                            | 『Fellows!』volume25  | 『ハルタ』volume21    | |
| 051 | 乱と灰色の世界                       | 入江亜季                          | 『Fellows!』volume2   | 『ハルタ』volume23    | 『Fellows!(Q)』にも全号読み切りが掲載。 |
| 052 | タイマンズ                           | 設楽清人                          | 『ハルタ』volume13    | 『ハルタ』volume23    | |
| 053 | 秋津                                 | 室井大資                          | 『Fellows!』volume16C | 『ハルタ』volume23    | 当初は読み切り作品として掲載。 |
| 054 | 鴨の水かき                           | 空木哲生                          | 『Fellows!』volume24  | 『ハルタ』volume24    | |
| 055 | 犬神姫にくちづけ                     | 宮田紘次                          | 『Fellows!』volume18  | 『ハルタ』volume25    | |
| 056 | 鋼鉄奇士シュヴァリオン               | 嵐田佐和子                        | 『Fellows!』volume19  | 『ハルタ』volume25    | |
| 057 | カプチーノ                           | 菊池まりこ                        | 『ハルタ』volume1     | 『ハルタ』volume26    | |
| 058 | 転職坊主                             | 浜田咲良                          | 『ハルタ』volume19    | 『ハルタ』volume27    | |
| 059 | レイチェル創々                       | 高橋拡那                          | 『ハルタ』volume16    | 『ハルタ』volume27    | |
| 060 | かささぎ卿と骨                       | 大窪晶与                          | 『ハルタ』volume3     | 『ハルタ』volume28    | 当初は読み切り作品として掲載。 |
| 061 | 小学生ゾンビ・ロメ夫                 | 二宮香乃                          | 『Fellows!』volume16D | 『ハルタ』volume29    | 当初は読み切り作品として掲載。 |
| 062 | ひとふとみ                           | 高田築                            | 『ハルタ』volume24    | 『ハルタ』volume29    | |
| 063 | 坂本ですが?                          | 佐野菜見                          | 『Fellows!』volume22  | 『ハルタ』volume30    | 『Fellows!』volume18に掲載された同名読み切りの連載化。 『ハルタ』volume36に読み切り掲載。                                                                 |
| 064 | 首花は咲きゆく                       | 高江洲弥                          | 『ハルタ』volume18    | 『ハルタ』volume31    | |
| 065 | ローカルワンダーランド               | 福島聡                            | 『ハルタ』volume20    | 『ハルタ』volume32    | |
| 066 | 本日の四ノ宮家                       | 山田果苗                          | 『ハルタ』volume22    | 『ハルタ』volume32    | |
| 067 | 華麗なる虚偽                         | 窪中彩乃                          | 『ハルタ』volume20    | 『ハルタ』volume33    | |
| －  | 多朗と多由良                         | 入江亜季                          | 『ハルタ』volume25    | 『ハルタ』volume33    | 帯の裏に掲載。 |
| 068 | 事件記者トトコ!                      | 丸山薫                            | 『Fellows!』volume20  | 『ハルタ』volume34    | |
| 069 | 今日のちょーか!                      | 戎島実里                          | 『ハルタ』volume33    | 『ハルタ』volume35    | 短期集中連載。4コマ漫画。 →『ハルタ』volume41より通常のコマ割り漫画として本格連載化。                                                                     |
| 070 | 健全ロボ ダイミダラーOGS             | なかま亜咲                        | 『ハルタ』volume8     | 『ハルタ』volume35    | |
| 071 | THE TOWN 〜復讐者〜                  | 加藤清志                          | 『ハルタ』volume20    | 『ハルタ』volume35    | 『ハルタ』volume28までのタイトルは「THE TOWN」。 |
| －  | 俺と帯                               | 設楽清人                          | 『ハルタ』volume34    | 『ハルタ』volume35    | 帯の裏に掲載。 |
| 072 | 想幻の都                             | 梶谷志乃                          | 『ハルタ』volume12    | 『ハルタ』volume37    | |
| 073 | 狼の口 〜ヴォルフスムント〜          | 久慈光久                          | 『Fellows!』volume3   | 『ハルタ』volume38    | |
| 074 | まかろにスイッチ                     | 川田大智                          | 『ハルタ』volume25    | 『ハルタ』volume38    | シリーズ読み切りからの連載化。 |
| 075 | 世界八番目の不思議                   | 宇島葉                            | 『ハルタ』volume25    | 『ハルタ』volume39    | ←『ハルタヴァンガード』連載分から継続。 『ハルタ』volume41に読み切り掲載。                                                                                |
| 076 | 織子とナッツン                       | 原鮎美                            | 『Fellows!』volume7   | 『ハルタ』volume41    | 『Swimsuits Fellows! 2009』に掲載された読み切りの連載化。 『ハルタ』volume24までのタイトルは「でこぼこガーリッシュ」。 『ハルタ』volume42に読み切り掲載。 |
| －  | オカ研のユーレイ部員                 | 設楽清人                          | 『ハルタ』volume36    | 『ハルタ』volume41    | 帯の裏に掲載。 |
| 077 | ふうらい姉妹                         | 長崎ライチ                        | 『Fellows!』volume3   | 『ハルタ』volume42    | 『ハルタ』volume11から19まで体調不良に伴う休載期間あり。                                                                                                  |
| 078 | モテ孝                               | 緒方波子                          | 『ハルタ』volume34    | 『ハルタ』volume44    | 『ハルタ』にて続編を連載。 |
| 079 | ストラヴァガンツァ 〜異彩の姫〜      | 冨明仁                            | 『Fellows!』volume23  | 『ハルタ』volume45    | 連載開始直前の『Fellows!(Q)』Queenに読み切り掲載。 『Fellows!(Q)』Q.E.D.に読み切り掲載。『ハルタ』にて外伝連載。                                          |
| 080 | ゲス、騎乗前                         | 西公平                            | 『ハルタ』volume23    | 『ハルタ』volume46    | |
| 081 | カニメガ大接戦!                      | なかま亜咲                        | 『ハルタ』volume46    | 『ハルタ』volume47    | ←『まんがタイムきらら』より移籍。短期集中連載。 |
| 082 | マシュマロメリケンサック             | 浜田咲良                          | 『ハルタ』volume37    | 『ハルタ』volume47    | |
| 083 | 今日の柳子ちゃん                     | 進美知子                          | 『ハルタ』volume40    | 『ハルタ』volume47    | 『U12 こどもフェローズ』に掲載された同名読み切りの連載化。                                                                                                |
| 084 | ネコと鴎の王冠                       | 中村哲也                          | 『ハルタ』volume36    | 『ハルタ』volume48    | 『ハルタ』にて新シリーズを連載。 |
| 085 | B/W                                  | 渡邉紗代                          | 『ハルタ』volume41    | 『ハルタ』volume49    | |
| 086 | ルドルフ・ターキー                   | 長蔵ヒロコ                        | 『Fellows!』volume25  | 『ハルタ』volume49    | |
| 087 | めんや                               | 柴田康平                          | 『ハルタ』volume47    | 『ハルタ』volume50    | 短期集中連載。 『ハルタ』volume77に読み切り掲載。 |
| 088 | 真昼の百鬼夜行                       | 比嘉史果                          | 『ハルタ』volume34    | 『ハルタ』volume50    | |
| 089 | 公安部特異人種課56                   | 菊池まりこ                        | 『ハルタ』volume36    | 『ハルタ』volume51    | |
| 090 | 丁寧に恋して                         | サワミソノ                        | 『ハルタ』volume42    | 『ハルタ』volume53    | 作者都合により連載終了。 |
| 091 | ストラヴァガンツァ 〜異彩の姫〜 外伝 | 冨明仁                            | 『ハルタ』volume48    | 『ハルタ』volume55    | 短期集中連載。 |
| 092 | ラブ孝                               | 緒方波子                          | 『ハルタ』volume47    | 『ハルタ』volume56    | |
| 093 | あねおもい                           | 福田星良                          | 『ハルタ』volume49    | 『ハルタ』volume57    | 『よんこまフェローズ』に掲載された同名読み切りの連載化。                                                                                                  |
| 094 | 今日のちょーか!                      | 戎島実里                          | 『ハルタ』volume41    | 『ハルタ』volume57    | 短期集中連載を経て本格連載化。 |
| 095 | ひつじがいっぴき                     | 高江洲弥                          | 『ハルタ』volume43    | 『ハルタ』volume57    | |
| 096 | 彼女はお義父さん                     | 川田大智                          | 『ハルタ』volume45    | 『ハルタ』volume58    | |
| 097 | 星明かりグラフィクス                 | 山本和音                          | 『ハルタ』volume40    | 『ハルタ』volume59    | |
| 098 | まだ見ぬ春の迎えかた                 | 井上きぬ                          | 『ハルタ』volume40    | 『ハルタ』volume59    | |
| 099 | キツネと熊の王冠                     | 中村哲也                          | 『ハルタ』volume48    | 『ハルタ』volume61    | 『ハルタ』にて新シリーズを連載。 |
| 100 | モキュメンタリーズ                   | 百名哲                            | 『ハルタ』volume24    | 『ハルタ』volume61    | 『ハルタ』volume42までのタイトルは「モキュメンタリー」。                                                                                                  |
| 101 | 燕のはさみ                           | 松本水星                          | 『ハルタ』volume35    | 『ハルタ』volume62    | |
| 102 | 鞄工房日記                           | 間間戸淳                          | 『ハルタ』volume57    | 『ハルタ』volume63    | |
| 103 | サーカスの娘オルガ                   | 山本ルンルン                      | 『ハルタ』volume30    | 『ハルタ』volume66    | |
| 104 | バララッシュ                         | 福島聡                            | 『ハルタ』volume50    | 『ハルタ』volume69    | |
| 105 | 巨人暮らしのススメ                   | 中西芙海                          | 『ハルタ』volume58    | 『ハルタ』volume70    | 『ハルタ』volume42に掲載された読み切りの連載化。 |
| 106 | 忍ぶな!チヨちゃん                    | 設楽清人                          | 『ハルタ』volume41    | 『ハルタ』volume71    | 『ハルタヴァンガード』連載を経て本格連載化。 |
| 107 | ギャラクシートラベラーズ             | 渡邉紗代                          | 『ハルタ』volume62    | 『ハルタ』volume72    | |
| 108 | LADY ARTI                            | 都森れん                          | 『ハルタ』volume68    | 『ハルタ』volume73    | |
| 109 | 美少年倶楽部の秘密                   | かまぼこRED                       | 『ハルタ』volume64    | 『ハルタ』volume73    | ←『青騎士』（小冊子版）から移籍。 |
| 110 | 欅姉妹の四季                         | 大槻一翔                          | 『ハルタ』volume42    | 『ハルタ』volume74    | 『ハルタ』volume46までと以降とでタイトルの読み方が異なる。                                                                                                |
| 111 | おもちゃとお茶を                     | 井上きぬ                          | 『ハルタ』volume72    | 『ハルタ』volume74    | 短期集中連載。 |
| 112 | レキヨミ                             | 柴田康平                          | 『ハルタ』volume54    | 『ハルタ』volume75    | →『青騎士』（漫画誌版）に読み切り掲載。 |
| 113 | 鉄機のダン                           | なかま亜咲                        | 『ハルタ』volume65    | 『ハルタ』volume75    | |
| 114 | A子さんの恋人                        | 近藤聡乃                          | 『ハルタ』volume13    | 『ハルタ』volume76    | 『ハルタ』volume52,53のタイトルは「U子さんの恋人 [A子さんの恋人 番外篇]」。                                                                               |
| 115 | ヒナまつり                           | 大武政夫                          | 『Fellows!』volume11B | 『ハルタ』volume76    | 『Fellows!』volume8に掲載された同名読み切りの連載化。 |
| －  | ユキと小春                           | 牧野康平                          | 『ハルタ』volume61    | 『ハルタ』volume77    | 予告コーナー掲載。 『ハルタ』volume60の予告コーナー掲載のイラストを漫画形式として連載。                                                                   |
| 116 | 夕凪に舞え、僕のリボン               | 黒川裕美                          | 『ハルタ』volume57    | 『ハルタ』volume78    | |
| 117 | ライカの星                           | 吉田真百合                        | 『ハルタ』volume75    | 『ハルタ』volume79    | 短期集中連載。 |
| 118 | 手つかずの国                         | 金箱さくら                        | 『ハルタ』volume70    | 『ハルタ』volume79    | |
| 119 | 福引き怨霊生活                       | 浅井海奈                          | 『ハルタ』volume70    | 『ハルタ』volume79    | |
| 120 | 不死の猟犬                           | 八十八良                          | 『ハルタ』volume6     | 『ハルタ』volume79    | 『ハルタ』volume54からvolume67のタイトルは「不死の稜線」。                                                                                                |
| 121 | 冥府が来た!                          | 越谷美咲                          | 『ハルタ』volume72    | 『ハルタ』volume80    | |
| 122 | 青武高校あおぞら弓道部               | 嵐田佐和子                        | 『ハルタ』volume38    | 『ハルタ』volume80    | |
| 123 | 乙嫁語り                             | 森薫                              | 『Fellows!』volume1   | 『ハルタ』volume80    | 『Fellows!(Q)』にも全号読み切りが掲載。 『ハルタ』volume40からvolume42まで取材に伴う休載期間あり。 →『青騎士』（漫画誌版）へ移籍。                        |
| 124 | 北北西に曇と往け                     | 入江亜季                          | 『ハルタ』volume32    | 『ハルタ』volume80    | →『青騎士』（漫画誌版）へ移籍。 |
| 125 | ヤギと羊の王冠                       | 中村哲也                          | 『ハルタ』volume73    | 『ハルタ』volume80    | →『青騎士』（漫画誌版）へ移籍。 |
| 126 | 紅椿                                 | 高橋拡那                          | 『ハルタ』volume64    | 『ハルタ』volume80    | →『青騎士』（漫画誌版）へ移籍。 |
| 127 | はなやっこ                           | 原鮎美                            | 『ハルタ』volume56    | 『ハルタ』volume81    | |
| 128 | ニコラのおゆるり魔界紀行             | 宮永麻也                          | 『ハルタ』volume42    | 『ハルタ』volume81    | 『ハルタ』volume33に掲載された読み切りの連載化。 |
| 129 | 東京城址女子高生                     | 山田果苗                          | 『ハルタ』volume45    | 『ハルタ』volume81    | |
| －  | 図書室のキハラさん                   | 丸山薫                            | 『ハルタ』volume42    | 『ハルタ』volume81    | 帯の裏に掲載。 |
| 130 | 碧いホルスの瞳 -男装の女王の物語-    | 犬童千絵                          | 『ハルタ』volume20    | 『ハルタ』volume83    | 『ハルタ』volume30までのタイトルは「碧いホルスの瞳」。 |
| 131 | ガラスの瞳で覗かせて                 | 井上きぬ                          | 『ハルタ』volume82    | 『ハルタ』volume84    | 短期集中連載。 |
| 132 | 真柴姉弟は顔が固い                   | 菊池まりこ                        | 『ハルタ』volume76    | 『ハルタ』volume87    | 体調不良に伴い、休載のまま終了。 |
| 133 | ふくふく万福帳                       | 伊藤有生                          | 『ハルタ』volume82    | 『ハルタ』volume88    | 『ハルタ』volume80に掲載された読み切りの連載化。 |
| 134 | ふろラン                             | 石田裕揮                          | 『ハルタ』volume68    | 『ハルタ』volume88    | |
| 135 | ミギとダリ                           | 佐野菜見                          | 『ハルタ』volume46    | 『ハルタ』volume89    | |
| 136 | 九国のジュウシ                       | 西公平                            | 『ハルタ』volume66    | 『ハルタ』volume89    | |
| 137 | アンリの靴                           | かわもとまい                      | 『ハルタ』volume73    | 『ハルタ』volume90    | |
| 138 | 金曜日はアトリエで                   | 浜田咲良                          | 『ハルタ』volume67    | 『ハルタ』volume91    | シリーズ読み切りからの連載化。 |
| 139 | 紙一重りんちゃん                     | 長崎ライチ                        | 『ハルタ』volume66    | 『ハルタ』volume92    | |
| 140 | 昴とスーさん                         | 高橋那津子                        | 『ハルタ』volume37    | 『ハルタ』volume93    | |
| 141 | クラスのアイドルは今日も推せない     | 荒木美咲                          | 『ハルタ』volume87    | 『ハルタ』volume95    | |
| 142 | 魔法少年マモル始まらない!            | 大武政夫                          | 『ハルタ』volume91    | 『ハルタ』volume96    | 短期集中連載。 |
| 143 | ようこそにんげん                     | しりもと                          | 『ハルタ』volume88    | 『ハルタ』volume97    | 短期集中連載。 |
| 144 | ジラソウル -ゴッホの遙かなる道-      | 沼野あおい                        | 『ハルタ』volume96    | 『ハルタ』volume98    | 『ハルタ』volume103より第2章を連載。 |
| 145 | シャッター街のさくら姫               | 宮本伶美                          | 『ハルタ』volume84    | 『ハルタ』volume98    | |
| 146 | 希釈王                               | 須川佳                            | 『ハルタ』volume85    | 『ハルタ』volume100   | |
| 147 | FOOLPROOF                            | 久方標                            | 『ハルタ』volume89    | 『ハルタ』volume100   | |
| 148 | アビスアジュールの罪人               | 冨明仁                            | 『ハルタ』volume78    | 『ハルタ』volume101   | |
| 149 | ことり文書                           | 天野実樹                          | 『ハルタ』volume79    | 『ハルタ』volume102   | |
| 150 | 黒巫鏡談                             | 戸川四餡                          | 『ハルタ』volume101   | 『ハルタ』volume103   | 短期集中連載。『ハルタオルタ』に再録後、新作を連載。 |
| 151 | ナッちゃんはテンションで水深が変わる | 中原ふみ                          | 『ハルタ』volume87    | 『ハルタ』volume103   | シリーズ読み切りからの連載化。 『ハルタ』volume106に読み切り掲載。                                                                                        |
| －  | 侵略ペット ポテ                      | 犬島ななこ                        | 『ハルタ』volume85    | 『ハルタ』volume103   | 裏表紙に掲載。 |
| 152 | あかねさす柘榴の都                   | 福浪優子                          | 『ハルタ』volume82    | 『ハルタ』volume104   | |
| 153 | 教室のアルカイックスマイル           | よしかわさとこ                    | 『ハルタ』volume103   | 『ハルタ』volume105   | 短期集中連載。 |
| 154 | 恋の絶望行進曲                       | 富沢未知果                        | 『ハルタ』volume90    | 『ハルタ』volume105   | |
| 155 | 帝都影物語                           | 比嘉史果                          | 『ハルタ』volume77    | 『ハルタ』volume105   | |
| 156 | ダンジョン飯                         | 九井諒子                          | 『ハルタ』volume11    | 『ハルタ』volume107   | |
| 157 | 極東事変                             | 大上明久利                        | 『ハルタ』volume60    | 『ハルタ』volume108   | |
| 158 | 対岸のメル ‐幽冥探偵調査ファイル‐    | 福島聡                            | 『ハルタ』volume92    | 『ハルタ』volume108   | 『ハルタ』volume87に掲載された読み切りの連載化。 |
| 159 | 夜の名前を呼んで                     | 三星たま                          | 『ハルタ』volume77    | 『ハルタ』volume109   | |
| 160 | ジラソウル -ゴッホの遙かなる道-      | 沼野あおい                        | 『ハルタ』volume103   | 『ハルタ』volume109   | 第2章。 |
| 161 | スパイゲーム A.D.1600                | 加藤清志                          | 『ハルタ』volume94    | 『ハルタ』volume110   | |
| 162 | 八百万黒猫速報                       | 浅井海奈                          | 『ハルタ』volume91    | 『ハルタ』volume111   | |
| －  | 宇宙野菜のつくり方                   | 津野みぞ子                        | 『ハルタ』volume82    | 『ハルタ』volume112   | 帯の裏に掲載。『ハルタ』volume112本誌に読み切り掲載。 |
| 163 | 花園に幹が立つ                       | 野澤佑季恵                        | 『ハルタ』volume98    | 『ハルタ』volume115   | |
| 164 | 犬火の兄弟                           | 吉田真百合                        | 『ハルタ』volume102   | 『ハルタ』volume117   | |
| 165 | インク色の欲を吐く                   | 梅ノ木びの                        | 『ハルタ』volume85    | 『ハルタ』volume118   | |
| 166 | 生き残った6人によると                | 山本和音                          | 『ハルタ』volume76    | 『ハルタ』volume119   | |
| 167 | 涙子さまの言う通り                   | 山本ルンルン                      | 『ハルタ』volume83    | 『ハルタ』volume121   | 不定期連載。 |
| 168 | 先生、今月どうですか                 | 高江洲弥                          | 『ハルタ』volume77    | 『ハルタ』volume125   | |

### 連載終了 (販促本)

#### ハルタヴァンガード
- 『ハルタ』volume7からvolume15にかけて隔月ペースで全6号が付属した小冊子。詳細は#販促本を参照。

|    | 作品名               | 作者     | 開始号 | 終了号 | 注記                                  |
| -- | -------------------- | -------- | ------ | ------ | ------------------------------------- |
| 01 | 葛城姫子と下着の午後 | 畑田知里 | 1/6    | 6/6    |                                       |
| 02 | 伝伝スパーク         | 若生舞   | 1/6    | 6/6    |                                       |
| 03 | 三角サンド           | 高橋拡那 | 1/6    | 6/6    |                                       |
| 04 | 世界八番目の不思議   | 宇島葉   | 1/6    | 6/6    | →『ハルタ』volume25より継続して連載。 |
| 05 | ぶすぶす             | 緒方波子 | 1/6    | 6/6    |                                       |
| 06 | 今夜のゴング         | 松本水星 | 2/6    | 6/6    |                                       |
| 07 | 忍ぶな!チヨちゃん    | 設楽清人 | 4/6    | 6/6    | →『ハルタ』volume41より本格連載化。   |
| 08 | 月光は蜜を湛えて     | 井上きぬ | 4/6    | 6/6    |                                       |

### 連載終了 (Fellows!(Q))
|    | 作品名         | 作者   | 開始号              | 終了号              | 注記                    |
| -- | -------------- | ------ | ------------------- | ------------------- | ----------------------- |
| 01 | 蜂矢乙女の魔球 | 福島聡 | 2011-AUTUMN "Quiet" | 2012-SPRING "Queen" | ←『Fellows!』より移籍。 |

※この他に、各作家が「カバー・ストーリー」として3ページほど巻頭に執筆している。担当作家は#書誌情報を参照。

### 連載終了 (公式ウェブサイト内)
|    | 作品名                        | 作者       | 掲載サイト             | 開始日        | 終了日        | 注記                                                          |
| -- | ----------------------------- | ---------- | ---------------------- | ------------- | ------------- | ------------------------------------------------------------- |
| 01 | アフィーマ                    | 高田健一   | 『Fellows!』公式サイト | 2009年4月11日 | 2011年        | 『Fellows!』・『Fellows!(Q)』・『ハルタ』に読み切り掲載。     |
| 02 | ふうらい姉妹 フルカラー出張版 | 長崎ライチ | 『Fellows!』公式サイト | 2010年6月15日 | 2011年        |                                                               |
| 03 | クプルムの花嫁 web出張版      | namo       | 『ハルタ』公式サイト   | 2021年3月26日 | 2021年5月22日 | ハルタ (@hartamanga) - X（旧Twitter）公式アカウントにも掲載。 |

### 連載終了 (ハルタオルタ)
|    | 作品名                    | 作者 | 掲載サイト  | 開始日        | 終了日         | 注記 |
| -- | ------------------------- | ---- | ----------- | ------------- | -------------- | ---- |
| 01 | 梅花の想ひ人 日本昔噺選集 | おく | ComicWalker | 2023年5月22日 | 2023年10月30日 |      |

### 主な読み切り
- 最新号（『ハルタ』volume125）に掲載されている作品は太字で表記する。

#### シリーズ読み切り
- 単行本化作品には内部リンクを施す。

1. サルビアン・カフェ（田代高行） - 『Fellows!』volume3、volume4
2. ヨメがコレなもんで。（宮田紘次） - 『Fellows!』volume4、volume8、volume11B、volume16A&B&C、(Q)"Q.E.D."、『ハルタ』volume4、volume12、volume22、volume26
3. 5時間目図画工作（松山紗耶） - 『Fellows!』volume5、volume6[注 45]
4. 傾城小僧 桔梗丸（楠美マユラ） - 『Fellows!』volume6、volume9
5. 魔法少女メルリン（嵐田佐和子） - 『Fellows!』volume6、volume9
6. 青とグランドワーカー（犬童千絵） - 『Fellows!』volume6付属小冊子、(Q)"Q.E.D."[注 46]、volume26、『ハルタ』volume2、volume7、volume9
7. がんばれストローくんシリーズ（川島三代子） - 『Fellows!』volume7、volume10A
8. ちま子さんシリーズ（小池定路） - 『Fellows!』volume8、volume12、volume14、volume16A、volume21
9. シャーリー・メディスン（森薫） - 『Fellows!』volume10B、volume11B、『ハルタ』volume2、volume3、volume14、volume17、volume52、volume61、→『青騎士』（漫画誌版）に読み切り掲載
10. 漫画家・金田印子シリーズ（緒方波子） - 『Fellows!』volume10B、volume12
11. ばり★かん!（碧風羽） - 『Fellows!』volume13付属小冊子、volume14
12. 魔女マリーシリーズ（天乃タカ） - 『Fellows!』volume14、volume16A、volume18 - volume21、(Q)"Queen"、(Q)"Q.E.D."、『ハルタ』volume1 - volume3
13. きのうの茜（樫木祐人） - 『Fellows!』volume16D、(Q)"Quiet"[注 47]、→『Fellows!』にて「こびと日和」のタイトルで連載化（後に「ハクメイとミコチ」へと改題）
14. 魔女の台所（緒方波子） - 『Fellows!』volume18、volume19
15. リア先生シリーズ（新居美智代） - (Q)"Quiet"、(Q)"Queen"、(Q)"Q.E.D."、『ハルタ』volume2、volume4
16. 坂シリーズ（中村哲也）[注 48] - 『Fellows!』volume20、volume21、→『Fellows!』にて第3弾「魔街の坂」が短期集中連載化（後に通常の連載作品へ移行）
17. 梅小路さんシリーズ（緒方波子）[注 49] - (Q)"Queen"、『Fellows!』volume26、『ハルタ』volume4、volume19、volume30
18. blue blueの喜劇（渡邉紗代） - 『Fellows!』volume26、『ハルタ』volume9
19. イチゴどんぶり（松本結樹） - 『ハルタ』volume3、volume7
20. 鋼の少年、鉄の掟（西公平） - 『ハルタ』volume16付属小冊子、volume18
21. まかろにスイッチ（川田大智） - 『ハルタ』volume17、volume19、volume21、→『ハルタ』にて連載化
22. ハッピーストレンジ（水沢あゆむ） - 『ハルタ』volume21、volume25
23. GOGOランさん（松本結樹） - 『ハルタ』volume26、volume31
24. 煙と蜜（長蔵ヒロコ） - 『U12 こどもフェローズ』、『ハルタ』volume38、→『ハルタ』にて連載化
25. ぽんたとそのた（中河星良） - 『ハルタ』volume40、volume42、volume44、volume47、volume51、volume53
26. 美勇士シリーズ（久慈光久） - 『ハルタ』volume49、volume58
27. ゲームしたっていいじゃん（高橋拡那） - 『ハルタ』volume49、volume51、volume52、volume53、volume54、volume56、volume58、volume59
28. お〜い やゆ代さん（佐藤春美） - 『ハルタ』volume50、volume57
29. ペパーミントアパートメントシリーズ（渡邉紗代） - 『ハルタ』volume54、volume59
30. 雲の子くららちゃん（紙島育） - 『ハルタ』volume54、volume55
31. つきたて!餅小町（佐藤春美） - 『ハルタ』volume56、volume60、volume61、volume63 - volume65、volume67、volume68、volume71、volume73 - volume75、volume78
32. 画家とモデルと魚たち（浜田咲良） - 『ハルタ』volume61、volume62、volume64、→『ハルタ』にて「金曜日はアトリエで」のタイトルで連載化
33. ナッちゃんはテンションで水深が変わる（中原ふみ） - 『ハルタ』volume65、volume79、→『ハルタ』にて連載化
34. ひなた家シリーズ（三星たま） - 『ハルタ』volume73付属小冊子、『ハルタ』volume74付属小冊子、『ハルタ』volume75付属小冊子、『ハルタ』volume76付属小冊子
35. 少年探偵冥司郎の嬉戯（東田裕介） - 『ハルタ』volume74、volume84、volume92、volume106[注 50]
36. あいつの螺子はゆるんでいる（寿薙えりか） - 『ハルタ』volume84、volume89、volume95
37. ホビーショップヤッホー（池袋万里） - 『ハルタ』volume92、volume108
38. イツキちゃんの思いつき!（御名原雅） - 『ハルタ』volume93、volume98
39. 38.5℃（浜田咲良） - 『ハルタ』volume112、volume113

#### 前後編読み切り
- 『Fellows!』時代に本誌上にて「短期集中連載」と記述されていたが、実質的には「前後編読み切り」形式であった作品も含む。

1. バックパック・ラン（高田築） - 『Fellows!』volume4、volume5
2. 町火消し（空木哲生） - 『Fellows!』volume9、volume10A
3. 島なみパノラマ（幹ユヤ） - 『Fellows!』volume12、volume13
4. 西岸の海戦（空木哲生） - 『Fellows!』volume14、volume15
5. 歩くインク（二星天） - 『Fellows!』volume17、volume18
6. 村おこし☆ハニワ隊（幹ユヤ） - 『Fellows!』volume18、volume19
7. 忍者は職業でござるか?（安住だいち） - 『ハルタ』volume12、volume13
8. Killer Queen（大上明久利） - 『ハルタ』volume49、volume50
9. 鱗翅愛づる姫君（浜田慶亮） - 『ハルタ』volume71、volume72
10. サバイバルお見合い（よしかわさとこ） - 『ハルタ』volume87、volume88
11. 明け六つに虎（天野実樹） - 『ハルタ』volume114、volume115

### イラスト連載
1. 巨大少女名鑑（宇島葉） - 『Fellows!』volume22から『ハルタ』volume24にかけて帯の裏にて連載。『Fellows!(Q)』全号にも掲載。
2. ハルタカルタ（宇島葉） - 『ハルタ』volume1からvolume48にかけて裏表紙にて連載。
3. Auto Smith（大上明久利） - 『ハルタ』volume49からvolume74にかけて裏表紙にて連載。
4. 日本ニュー古生物紀行（赤井さしみ） - 『ハルタ』volume75からvolume84にかけて裏表紙にて連載。

## 表紙・背表紙
『Fellows!』の表紙は全号に渡って碧風羽による各号の特集などに関連したイラストが描かれており、通常の漫画雑誌のように連載作品が表紙を飾る事は無い。その代わりに背表紙には、表紙とは異なる作家による掲載作品の描き下ろしイラストが掲載されている。一方『Fellows!(Q)』では、表紙に掲載作家によるイラストが描かれているが、その号に収録されている作品ではなくオリジナルイラストとなっている。また『ハルタオルタ』は表紙・裏表紙に渡って12名の作家によるオリジナルイラストが描かれている。なお誌名が『ハルタ』へと変更されてからはvolume11までは隔号で碧風羽以外の掲載作家が表紙を担当していたが、『Fellows!(Q)』と同様に自身の掲載作品ではなくオリジナルイラストとなっている。volume12からvolume84までは『ハルタ』掲載作家が持ち回りで表紙イラストを担当。volume85からは染平かつによるイラストが目次イラストと併せて描かれている。各号の担当作家は#書誌情報を参照。
『Fellows!』『Fellows!(Q)』『ハルタ』では通常の漫画雑誌に存在する宣伝文なども書かれないが、代わりに帯には宣伝文が、裏表紙には掲載作家一覧が書かれている。『ハルタオルタ』には帯が存在せず、宣伝文は表紙に記述された。

## 読者コーナー
本誌では『Fellows!』volume2から読者コーナーが存在しており、本誌掲載作家によるイラストや不定期で4コマ漫画・ストーリー漫画をも絡めながら進行される。『ハルタ』volume120からはコーナー名が無くなり、描き下ろし漫画やイラストが掲載されなくなった。
以下、タイトルとイラスト担当作家を記す。
|  | 最新号（『ハルタ』volume125）に掲載 |

|    | タイトル                     | イラスト作者 | 開始号               | 終了号               | 4コマ漫画 | ストーリー漫画 | 注記                                                                      |
| -- | ---------------------------- | ------------ | -------------------- | -------------------- | --------- | -------------- | ------------------------------------------------------------------------- |
| 01 | ロック・ホークと○○           | 原鮎美       | 『Fellows!』volume2  | 『Fellows!』volume7  | -         | -              | ○○には毎号異なる文字が入る。                                              |
| 02 | 花蓮お嬢様の華麗なる遊戯     | 吉田聡美     | 『Fellows!』volume8  | 『Fellows!』volume11 | ○         | -              |                                                                           |
| 03 | 炎の看板娘                   | 中川麻子     | 『Fellows!』volume12 | 『Fellows!』volume22 | -         | -              |                                                                           |
| 04 | 季野本さんちはおもちゃ箱     | 尾崎友美     | 『Fellows!』volume23 | 『Fellows!』volume26 | ○         | -              |                                                                           |
| 05 | 主人不在のティータイム       | 中川きれえ   | 『ハルタ』volume1    | 『ハルタ』volume15   | ○         | -              | 第1回から第10回にかけて原鮎美によるコラム「原鮎美のコミカライフ」が併設。 |
| 06 | 三番町町内会報               | -            | 『ハルタ』volume16   | 『ハルタ』volume16   | -         | -              | ハルタ月替り読者ページ・第1弾                                             |
| 07 | 放課後ハルタ放送局           | 染谷みのる   | 『ハルタ』volume17   | 『ハルタ』volume17   | -         | -              | ハルタ月替り読者ページ・第2弾                                             |
| 08 | ハルタの森                   | 冨明仁       | 『ハルタ』volume18   | 『ハルタ』volume18   | -         | -              | ハルタ月替り読者ページ・第3弾                                             |
| 09 | 外は白い雪の夜               | 入江亜季     | 『ハルタ』volume19   | 『ハルタ』volume19   | -         | -              | ハルタ月替り読者ページ・第4弾                                             |
| 10 | BAR波留汰                    | 井上きぬ     | 『ハルタ』volume20   | 『ハルタ』volume32   | ○         | ○              |                                                                           |
| 11 | BAR波留汰 Season2            | 井上きぬ     | 『ハルタ』volume33   | 『ハルタ』volume53   | ○         | ○              |                                                                           |
| 12 | リッシェル伊藤のハピネス講座 | 八重樫莉子   | 『ハルタ』volume54   | 『ハルタ』volume74   | ○         | -              |                                                                           |
| 13 | Non-Stop Loving              | ひらく       | 『ハルタ』volume75   | 『ハルタ』volume105  | ○         | ○              | 第1回から山本直樹によるコラム「山本直樹の待たせてゴメンネ」が併設。       |
| 14 | ハルタ・ボイススクエア       | ひらく       | 『ハルタ』volume106  | 『ハルタ』volume119  | ○         | -              | 引き続き山本直樹によるコラム「山本直樹の待たせてゴメンネ」が併設。        |

## 書誌情報
2009年8月発売分まではエンターブレイン〈ビームコミックス〉より刊行。2009年10月から2013年3月発売分までは発行：エンターブレイン / 発売：角川グループパブリッシング〈ビームコミックス〉より刊行。翌4月から同年6月発売分までは発行：エンターブレイン / 発売：角川グループホールディングス〈ビームコミックス〉より刊行。翌7月から8月発売分までは発行：エンターブレイン / 発売：KADOKAWA〈ビームコミックス〉より刊行。同年10月から2017年3月発売分はKADOKAWA〈ビームコミックス〉より刊行。翌4月からはKADOKAWA〈ハルタコミックス〉より刊行。

### Fellows! / Fellows!(Q) / ハルタ / ハルタオルタ
| 誌名         | 号数           | 初版発行日（発売日）                       | ISBN                   | カバー・ストーリー/目次イラスト | 表紙                                   |
| ------------ | -------------- | ------------------------------------------ | ---------------------- | ------------------------------- | -------------------------------------- |
| Fellows!     | volume1        | 2008年10月24日初版初刷発行（10月14日発売） | ISBN 978-4-7577-4497-4 | 入江亜季                        | 碧風羽                                 |
| Fellows!     | volume2        | 2008年12月26日初版初刷発行（12月15日発売） | ISBN 978-4-7577-4610-7 | 長澤真                          | 碧風羽                                 |
| Fellows!     | volume3        | 2009年2月26日初版初刷発行（2月14日発売）   | ISBN 978-4-7577-4693-0 | 宮田紘次                        | 碧風羽                                 |
| Fellows!     | volume4        | 2009年4月27日初版初刷発行（4月15日発売）   | ISBN 978-4-7577-4838-5 | 森薫                            | 碧風羽                                 |
| Fellows!     | volume5        | 2009年6月25日初版初刷発行（6月15日発売）   | ISBN 978-4-7577-4957-3 | 高田健一                        | 碧風羽                                 |
| Fellows!     | volume6        | 2009年8月24日初版初刷発行（8月12日発売）   | ISBN 978-4-7577-5026-5 | 福島久美子                      | 碧風羽                                 |
| Fellows!     | volume7        | 2009年10月27日初版初刷発行（10月15日発売） | ISBN 978-4-04-726075-7 | 吉元ますめ                      | 碧風羽                                 |
| Fellows!     | volume8        | 2009年12月28日初版初刷発行（12月16日発売） | ISBN 978-4-04-726202-7 | 冨明仁                          | 碧風羽                                 |
| Fellows!     | volume9        | 2010年2月26日初版初刷発行（2月15日発売）   | ISBN 978-4-04-726336-9 | 高橋那津子                      | 碧風羽                                 |
| Fellows!     | volume10A      | 2010年4月27日初版初刷発行（4月15日発売）   | ISBN 978-4-04-726463-2 | まさひこ                        | 碧風羽                                 |
| Fellows!     | volume10B      | 2010年4月27日初版初刷発行（4月15日発売）   | ISBN 978-4-04-726464-9 | RUMIKO                          | 碧風羽                                 |
| Fellows!     | volume11A      | 2010年6月25日初版初刷発行（6月15日発売）   | ISBN 978-4-04-726583-7 | 真田順子                        | 碧風羽                                 |
| Fellows!     | volume11B      | 2010年6月25日初版初刷発行（6月15日発売）   | ISBN 978-4-04-726584-4 | 犬童千絵                        | 碧風羽                                 |
| Fellows!     | volume12       | 2010年8月23日初版初刷発行（8月11日発売）   | ISBN 978-4-04-726711-4 | 梶谷志乃                        | 碧風羽                                 |
| Fellows!     | volume13       | 2010年10月27日初版初刷発行（10月15日発売） | ISBN 978-4-04-726846-3 | 菊池るち                        | 碧風羽                                 |
| Fellows!     | volume14       | 2010年12月27日初版初刷発行（12月15日発売） | ISBN 978-4-04-726967-5 | 福島聡                          | 碧風羽                                 |
| Fellows!     | volume15       | 2011年2月24日初版初刷発行（2月14日発売）   | ISBN 978-4-04-727048-0 | 長野香子                        | 碧風羽                                 |
| Fellows!     | volume16A      | 2011年4月21日初版初刷発行（4月9日発売）    | ISBN 978-4-04-727197-5 | 黒須高嶺                        | 碧風羽                                 |
| Fellows!     | volume16B      | 2011年4月28日初版初刷発行（4月16日発売）   | ISBN 978-4-04-727198-2 | 黒須高嶺                        | 碧風羽                                 |
| Fellows!     | volume16C      | 2011年5月6日初版初刷発行（4月23日発売）    | ISBN 978-4-04-727199-9 | 黒須高嶺                        | 碧風羽                                 |
| Fellows!     | volume16D      | 2011年5月11日初版初刷発行（4月30日発売）   | ISBN 978-4-04-727200-2 | 黒須高嶺                        | 碧風羽                                 |
| Fellows!     | volume17       | 2011年6月27日初版初刷発行（6月15日発売）   | ISBN 978-4-04-727326-9 | 碧風羽                          | 碧風羽                                 |
| Fellows!     | volume18       | 2011年8月23日初版初刷発行（8月11日発売）   | ISBN 978-4-04-727446-4 | 宇島葉                          | 碧風羽                                 |
| Fellows!     | volume19       | 2011年10月27日初版初刷発行（10月15日発売） | ISBN 978-4-04-727581-2 | 中川麻子                        | 碧風羽                                 |
| Fellows!(Q)  | Quiet          | 2011年11月25日初版初刷発行（11月15日発売） | ISBN 978-4-04-727628-4 | 入江亜季                        | 高橋那津子                             |
| Fellows!     | volume20       | 2011年12月27日初版初刷発行（12月15日発売） | ISBN 978-4-04-727723-6 | 白浜鴎                          | 碧風羽                                 |
| Fellows!     | volume21       | 2012年2月27日初版初刷発行（2月15日発売）   | ISBN 978-4-04-727823-3 | 牧田真希                        | 碧風羽                                 |
| Fellows!(Q)  | Queen          | 2012年3月27日初版初刷発行（3月15日発売）   | ISBN 978-4-04-727917-9 | -                               | 入江亜季                               |
| Fellows!     | volume22       | 2012年4月26日初版初刷発行（4月14日発売）   | ISBN 978-4-04-727993-3 | 鳥羽雨                          | 碧風羽                                 |
| Fellows!     | volume23       | 2012年6月27日初版初刷発行（6月15日発売）   | ISBN 978-4-04-728114-1 | 高橋拡那                        | 碧風羽                                 |
| Fellows!     | volume24       | 2012年8月22日初版初刷発行（8月10日発売）   | ISBN 978-4-04-728285-8 | 若槻久美子                      | 碧風羽                                 |
| Fellows!(Q)  | Q.E.D.         | 2012年9月27日初版初刷発行（9月15日発売）   | ISBN 978-4-04-728358-9 | 樫木祐人                        | 樫木祐人                               |
| Fellows!     | volume25       | 2012年10月26日初版初刷発行（10月15日発売） | ISBN 978-4-04-728404-3 | 薮内貴広                        | 碧風羽                                 |
| Fellows!     | volume26       | 2012年12月27日初版初刷発行（12月15日発売） | ISBN 978-4-04-728602-3 | 松本結樹                        | 碧風羽                                 |
| ハルタ       | volume1        | 2013年2月27日初版初刷発行（2月15日発売）   | ISBN 978-4-04-728704-4 | 高橋那津子                      | 碧風羽                                 |
| ハルタ       | volume2        | 2013年3月27日初版初刷発行（3月15日発売）   | ISBN 978-4-04-728812-6 | 設楽清人                        | 新居美智代                             |
| ハルタ       | volume3        | 2013年4月26日初版初刷発行（4月15日発売）   | ISBN 978-4-04-728836-2 | 伊島千本                        | 碧風羽                                 |
| ハルタ       | volume4        | 2013年5月27日初版初刷発行（5月15日発売）   | ISBN 978-4-04-728927-7 | 九井諒子                        | 九井諒子                               |
| ハルタ       | volume5        | 2013年6月27日初版初刷発行（6月15日発売）   | ISBN 978-4-04-728983-3 | 宇島葉                          | 碧風羽                                 |
| ハルタ       | volume6        | 2013年7月25日初版初刷発行（7月13日発売）   | ISBN 978-4-04-729002-0 | 双三ヒロ                        | 福島聡                                 |
| ハルタ       | volume7        | 2013年8月23日初版初刷発行（8月12日発売）   | ISBN 978-4-04-729087-7 | 大窪晶与                        | 碧風羽                                 |
| ハルタ       | volume8        | 2013年10月25日初版初刷発行（10月15日発売） | ISBN 978-4-04-729220-8 | -                               | 碧風羽                                 |
| ハルタ       | volume9        | 2013年11月27日初版初刷発行（11月15日発売） | ISBN 978-4-04-729272-7 | -                               | 白浜鴎                                 |
| ハルタ       | volume10       | 2013年12月26日初版初刷発行（12月14日発売） | ISBN 978-4-04-729316-8 | -                               | 碧風羽                                 |
| ハルタ       | volume11       | 2014年2月27日初版初刷発行（2月15日発売）   | ISBN 978-4-04-729438-7 | 高江洲弥                        | 碧風羽                                 |
| ハルタ       | volume12       | 2014年3月27日初版初刷発行（3月15日発売）   | ISBN 978-4-04-729499-8 | 染谷みのる                      | 染谷みのる                             |
| ハルタ       | volume13       | 2014年4月25日初版初刷発行（4月14日発売）   | ISBN 978-4-04-729575-9 | -                               | 設楽清人                               |
| ハルタ       | volume14       | 2014年5月27日初版初刷発行（5月15日発売）   | ISBN 978-4-04-729656-5 | 中村哲也                        | 中村哲也                               |
| ハルタ       | volume15       | 2014年6月25日初版初刷発行（6月13日発売）   | ISBN 978-4-04-729718-0 | 嵐田佐和子                      | 嵐田佐和子                             |
| ハルタ       | volume16       | 2014年7月25日初版初刷発行（7月15日発売）   | ISBN 978-4-04-729777-7 | 紗久楽さわ                      | 紗久楽さわ                             |
| ハルタ       | volume17       | 2014年8月22日初版初刷発行（8月11日発売）   | ISBN 978-4-04-729850-7 | 笠井スイ                        | 笠井スイ                               |
| ハルタ       | volume18       | 2014年10月24日初版初刷発行（10月14日発売） | ISBN 978-4-04-729971-9 | 丸山薫                          | 丸山薫                                 |
| ハルタ       | volume19       | 2014年11月27日初版初刷発行（11月15日発売） | ISBN 978-4-04-730016-3 | 大武政夫                        | 大武政夫                               |
| ハルタ       | volume20       | 2014年12月26日初版初刷発行（12月15日発売） | ISBN 978-4-04-730086-6 | -                               | 長蔵ヒロコ                             |
| ハルタ       | volume21       | 2015年2月26日初版初刷発行（2月14日発売）   | ISBN 978-4-04-730242-6 | -                               | 入江亜季                               |
| ハルタ       | volume22       | 2015年3月26日初版初刷発行（3月14日発売）   | ISBN 978-4-04-730271-6 | 冨明仁                          | 冨明仁                                 |
| ハルタ       | volume23       | 2015年4月27日初版初刷発行（4月15日発売）   | ISBN 978-4-04-730369-0 | 高橋那津子                      | 高橋那津子                             |
| ハルタ       | volume24       | 2015年5月27日初版初刷発行（5月15日発売）   | ISBN 978-4-04-730511-3 | 木村みなみ                      | 木村みなみ                             |
| ハルタ       | volume25       | 2015年6月26日初版初刷発行（6月15日発売）   | ISBN 978-4-04-730580-9 | -                               | 長崎ライチ                             |
| ハルタ       | volume26       | 2015年7月27日初版初刷発行（7月15日発売）   | ISBN 978-4-04-730628-8 | 菊池まりこ                      | 菊池まりこ                             |
| ハルタ       | volume27       | 2015年8月24日初版初刷発行（8月12日発売）   | ISBN 978-4-04-730683-7 | 高江洲弥                        | 高江洲弥                               |
| ハルタ       | volume28       | 2015年10月27日初版初刷発行（10月15日発売） | ISBN 978-4-04-730786-5 | -                               | 森薫                                   |
| ハルタ       | volume29       | 2015年11月26日初版初刷発行（11月14日発売） | ISBN 978-4-04-730831-2 | 宮田紘次                        | 宮田紘次                               |
| ハルタ       | volume30       | 2015年12月25日初版初刷発行（12月14日発売） | ISBN 978-4-04-730895-4 | 松本結樹                        | 松本結樹                               |
| ハルタ       | volume31       | 2016年2月26日初版初刷発行（2月15日発売）   | ISBN 978-4-04-730987-6 | 空木哲生                        | 空木哲生                               |
| ハルタ       | volume32       | 2016年3月25日初版初刷発行（3月14日発売）   | ISBN 978-4-04-734074-9 | -                               | 高橋拡那                               |
| ハルタ       | volume33       | 2016年4月27日初版初刷発行（4月15日発売）   | ISBN 978-4-04-734120-3 | 進美知子                        | 進美知子                               |
| ハルタ       | volume34       | 2016年5月26日初版初刷発行（5月14日発売）   | ISBN 978-4-04-734121-0 | 和田隆志                        | 和田隆志                               |
| ハルタ       | volume35       | 2016年6月27日初版初刷発行（6月15日発売）   | ISBN 978-4-04-734122-7 | -                               | 宇島葉                                 |
| ハルタ       | volume36       | 2016年7月27日初版初刷発行（7月15日発売）   | ISBN 978-4-04-734123-4 | 山本ルンルン                    | 山本ルンルン                           |
| ハルタ       | volume37       | 2016年8月23日初版初刷発行（8月12日発売）   | ISBN 978-4-04-734124-1 | 福田星良                        | 福田星良                               |
| ハルタ       | volume38       | 2016年10月15日初版初刷発行（同日発売）     | ISBN 978-4-04-734125-8 | -                               | 長蔵ヒロコ                             |
| ハルタ       | volume39       | 2016年11月15日初版初刷発行（同日発売）     | ISBN 978-4-04-734126-5 | 川田大智                        | 川田大智                               |
| ハルタ       | volume40       | 2016年12月15日初版初刷発行（同日発売）     | ISBN 978-4-04-734127-2 | -                               | 久慈光久                               |
| ハルタ       | volume41       | 2017年2月15日初版初刷発行（同日発売）      | ISBN 978-4-04-734128-9 | -                               | 大上明久利                             |
| ハルタ       | volume42       | 2017年3月15日初版初刷発行（同日発売）      | ISBN 978-4-04-734129-6 | 比嘉史果                        | 比嘉史果                               |
| ハルタ       | volume43       | 2017年4月15日初版初刷発行（同日発売）      | ISBN 978-4-04-734609-3 | 福島聡                          | 福島聡                                 |
| ハルタ       | volume44       | 2017年5月15日初版初刷発行（同日発売）      | ISBN 978-4-04-734610-9 | 犬童千絵                        | 犬童千絵                               |
| ハルタ       | volume45       | 2017年6月15日初版初刷発行（同日発売）      | ISBN 978-4-04-734611-6 | 山本和音                        | 山本和音                               |
| ハルタ       | volume46       | 2017年7月15日初版初刷発行（同日発売）      | ISBN 978-4-04-734612-3 | 志岐佳衣子                      | 志岐佳衣子                             |
| ハルタ       | volume47       | 2017年8月10日初版初刷発行（同日発売）      | ISBN 978-4-04-734613-0 | 黒川裕美                        | 黒川裕美                               |
| ハルタ       | volume48       | 2017年10月13日初版初刷発行（同日発売）     | ISBN 978-4-04-734614-7 | 間間戸淳                        | 間間戸淳                               |
| ハルタ       | volume49       | 2017年11月15日初版初刷発行（同日発売）     | ISBN 978-4-04-734615-4 | 松本水星                        | 松本水星                               |
| ハルタ       | volume50       | 2017年12月15日初版初刷発行（同日発売）     | ISBN 978-4-04-734616-1 | -                               | 九井諒子                               |
| ハルタ       | volume51       | 2018年2月15日初版初刷発行（同日発売）      | ISBN 978-4-04-734617-8 | -                               | 宇島葉                                 |
| ハルタ       | volume52       | 2018年3月15日初版初刷発行（同日発売）      | ISBN 978-4-04-734618-5 | -                               | 紙島育                                 |
| ハルタ       | volume53       | 2018年4月13日初版初刷発行（同日発売）      | ISBN 978-4-04-735141-7 | 大槻一翔                        | 大槻一翔                               |
| ハルタ       | volume54       | 2018年5月15日初版初刷発行（同日発売）      | ISBN 978-4-04-735145-5 | 宮永麻也                        | 宮永麻也                               |
| ハルタ       | volume55       | 2018年6月15日初版初刷発行（同日発売）      | ISBN 978-4-04-735147-9 | 長蔵ヒロコ                      | 長蔵ヒロコ                             |
| ハルタ       | volume56       | 2018年7月14日初版初刷発行（同日発売）      | ISBN 978-4-04-735148-6 | 渡邉紗代                        | 渡邉紗代                               |
| ハルタ       | volume57       | 2018年8月10日初版初刷発行（同日発売）      | ISBN 978-4-04-735149-3 | 丸山薫                          | 丸山薫                                 |
| ハルタ       | volume58       | 2018年10月15日初版初刷発行（同日発売）     | ISBN 978-4-04-735152-3 | 緒方波子                        | 緒方波子                               |
| ハルタ       | volume59       | 2018年11月15日初版初刷発行（同日発売）     | ISBN 978-4-04-735153-0 | -                               | 山田果苗                               |
| ハルタ       | volume60       | 2018年12月15日初版初刷発行（同日発売）     | ISBN 978-4-04-735150-9 | 柴田康平                        | 柴田康平                               |
| ハルタ       | volume61       | 2019年2月15日初版初刷発行（同日発売）      | ISBN 978-4-04-735154-7 | 比嘉史果                        | 比嘉史果                               |
| ハルタ       | volume62       | 2019年3月15日初版初刷発行（同日発売）      | ISBN 978-4-04-735155-4 | 三星たま                        | 三星たま                               |
| ハルタ       | volume63       | 2019年4月15日初版初刷発行（同日発売）      | ISBN 978-4-04-735638-2 | 福田星良                        | 福田星良                               |
| ハルタ       | volume64       | 2019年5月15日初版初刷発行（同日発売）      | ISBN 978-4-04-735629-0 | 松本水星                        | 松本水星                               |
| ハルタ       | volume65       | 2019年6月14日初版初刷発行（同日発売）      | ISBN 978-4-04-735630-6 | 山本和音                        | 山本和音                               |
| ハルタ       | volume66       | 2019年7月13日初版初刷発行（同日発売）      | ISBN 978-4-04-735631-3 | 福島聡                          | 佐藤春美                               |
| ハルタ       | volume67       | 2019年8月10日初版初刷発行（同日発売）      | ISBN 978-4-04-735632-0 | -                               | 石田裕揮                               |
| ハルタオルタ | -              | 2019年9月14日初版初刷発行（同日発売）      | ISBN 978-4-04-735749-5 | -                               | 高橋那津子、松本水星、丸山薫、山本和音 |
| ハルタ       | volume68       | 2019年10月15日初版初刷発行（同日発売）     | ISBN 978-4-04-735633-7 | かわもとまい                    | かわもとまい                           |
| ハルタ       | volume69       | 2019年11月15日初版初刷発行（同日発売）     | ISBN 978-4-04-735634-4 | 山本ルンルン                    | 山本ルンルン                           |
| ハルタ       | volume70       | 2019年12月13日初版初刷発行（同日発売）     | ISBN 978-4-04-735635-1 | 富沢未知果                      | 富沢未知果                             |
| ハルタ       | volume71       | 2020年2月15日初版初刷発行（同日発売）      | ISBN 978-4-04-735636-8 | -                               | 鶴淵けんじ                             |
| ハルタ       | volume72       | 2020年3月14日初版初刷発行（同日発売）      | ISBN 978-4-04-735637-5 | namo                            | namo                                   |
| ハルタ       | volume73       | 2020年4月15日初版初刷発行（同日発売）      | ISBN 978-4-04-736120-1 | 都森れん                        | 都森れん                               |
| ハルタ       | volume74       | 2020年5月15日初版初刷発行（同日発売）      | ISBN 978-4-04-736121-8 | 設楽清人                        | 設楽清人                               |
| ハルタ       | volume75       | 2020年6月15日初版初刷発行（6月16日発売）   | ISBN 978-4-04-736122-5 | かまぼこRED                     | かまぼこRED                            |
| ハルタ       | volume76       | 2020年7月15日初版初刷発行（同日発売）      | ISBN 978-4-04-736123-2 | 夏田祐美                        | 夏田祐美                               |
| ハルタ       | volume77       | 2020年8月12日初版初刷発行（同日発売）      | ISBN 978-4-04-736124-9 | 柴田康平                        | 柴田康平                               |
| ハルタ       | volume78       | 2020年10月15日初版初刷発行（同日発売）     | ISBN 978-4-04-736125-6 | 天野実樹                        | 天野実樹                               |
| ハルタ       | volume79       | 2020年11月13日初版初刷発行（同日発売）     | ISBN 978-4-04-736126-3 | 渋谷圭一郎                      | 渋谷圭一郎                             |
| ハルタ       | volume80       | 2020年12月15日初版初刷発行（同日発売）     | ISBN 978-4-04-736127-0 | -                               | 近藤聡乃                               |
| ハルタ       | volume81       | 2021年2月15日初版初刷発行（同日発売）      | ISBN 978-4-04-736128-7 | 佐野菜見                        | 佐野菜見                               |
| ハルタ       | volume82       | 2021年3月15日初版初刷発行（同日発売）      | ISBN 978-4-04-736129-4 | 大上明久利                      | 大上明久利                             |
| ハルタ       | volume83       | 2021年4月15日初版初刷発行（同日発売）      | ISBN 978-4-04-736623-7 | 一七八ハチ                      | 一七八ハチ                             |
| ハルタ       | volume84       | 2021年5月14日初版初刷発行（同日発売）      | ISBN 978-4-04-736624-4 | 宇野山むじ                      | 宇野山むじ                             |
| ハルタ       | volume85       | 2021年6月15日初版初刷発行（同日発売）      | ISBN 978-4-04-736625-1 | 染平かつ                        | 染平かつ                               |
| テラン       | 2021（SUMMER） | 2021年7月15日初版初刷発行（同日発売）      | ISBN 978-4-04-736612-1 | -                               | あき                                   |
| ハルタ       | volume86       | 2021年8月12日初版初刷発行（同日発売）      | ISBN 978-4-04-736626-8 | 染平かつ                        | 染平かつ                               |
| ハルタ       | volume87       | 2021年9月15日初版初刷発行（同日発売）      | ISBN 978-4-04-736627-5 | 染平かつ                        | 染平かつ                               |
| ハルタ       | volume88       | 2021年10月15日初版初刷発行（同日発売）     | ISBN 978-4-04-736628-2 | 染平かつ                        | 染平かつ                               |
| ハルタ       | volume89       | 2021年11月15日初版初刷発行（同日発売）     | ISBN 978-4-04-736629-9 | 染平かつ                        | 染平かつ                               |
| ハルタ       | volume90       | 2021年12月15日初版初刷発行（同日発売）     | ISBN 978-4-04-736630-5 | 染平かつ                        | 染平かつ                               |
| テラン       | 2022（WINTER） | 2022年1月15日初版初刷発行（同日発売）      | ISBN 978-4-04-736640-4 | -                               | はりかも                               |
| ハルタ       | volume91       | 2022年2月15日初版初刷発行（2月14日発売）   | ISBN 978-4-04-736631-2 | 染平かつ                        | 染平かつ                               |
| ハルタ       | volume92       | 2022年3月15日初版初刷発行（同日発売）      | ISBN 978-4-04-736632-9 | 染平かつ                        | 染平かつ                               |
| ハルタ       | volume93       | 2022年4月15日初版初刷発行（同日発売）      | ISBN 978-4-04-737053-1 | 染平かつ                        | 染平かつ                               |
| ハルタ       | volume94       | 2022年5月13日初版初刷発行（同日発売）      | ISBN 978-4-04-737054-8 | 染平かつ                        | 染平かつ                               |
| ハルタ       | volume95       | 2022年6月15日初版初刷発行（同日発売）      | ISBN 978-4-04-737055-5 | 染平かつ                        | 染平かつ                               |
| ハルタ       | volume96       | 2022年8月12日初版初刷発行（同日発売）      | ISBN 978-4-04-737056-2 | 染平かつ                        | 染平かつ                               |
| ハルタ       | volume97       | 2022年9月15日初版初刷発行（同日発売）      | ISBN 978-4-04-737057-9 | 染平かつ                        | 染平かつ                               |
| ハルタ       | volume98       | 2022年10月15日初版初刷発行（同日発売）     | ISBN 978-4-04-737058-6 | 染平かつ                        | 染平かつ                               |
| ハルタ       | volume99       | 2022年11月15日初版初刷発行（同日発売）     | ISBN 978-4-04-737059-3 | 染平かつ                        | 染平かつ                               |
| ハルタ       | volume100      | 2022年12月15日初版初刷発行（同日発売）     | ISBN 978-4-04-737060-9 | 染平かつ                        | 染平かつ                               |
| ハルタ       | volume101      | 2023年2月15日初版初刷発行（同日発売）      | ISBN 978-4-04-737061-6 | 染平かつ                        | 染平かつ                               |
| ハルタ       | volume102      | 2023年3月15日初版初刷発行（同日発売）      | ISBN 978-4-04-737062-3 | 染平かつ                        | 染平かつ                               |
| ハルタ       | volume103      | 2023年4月14日初版初刷発行（同日発売）      | ISBN 978-4-04-737457-7 | 染平かつ                        | 染平かつ                               |
| ハルタ       | volume104      | 2023年5月15日初版初刷発行（同日発売）      | ISBN 978-4-04-737458-4 | 染平かつ                        | 染平かつ                               |
| ハルタ       | volume105      | 2023年6月15日初版初刷発行（同日発売）      | ISBN 978-4-04-737459-1 | 染平かつ                        | 染平かつ                               |
| ハルタ       | volume106      | 2023年8月12日初版初刷発行（同日発売）      | ISBN 978-4-04-737460-7 | 染平かつ                        | 染平かつ                               |
| ハルタ       | volume107      | 2023年9月15日初版初刷発行（同日発売）      | ISBN 978-4-04-737463-8 | 染平かつ                        | 染平かつ                               |
| ハルタ       | volume108      | 2023年10月14日初版初刷発行（同日発売）     | ISBN 978-4-04-737464-5 | 染平かつ                        | 染平かつ                               |
| ハルタ       | volume109      | 2023年11月15日初版初刷発行（同日発売）     | ISBN 978-4-04-737465-2 | 染平かつ                        | 染平かつ                               |
| ハルタ       | volume110      | 2023年12月15日初版初刷発行（同日発売）     | ISBN 978-4-04-737467-6 | 染平かつ                        | 染平かつ                               |
| ハルタ       | volume111      | 2024年2月15日初版初刷発行（同日発売）      | ISBN 978-4-04-737468-3 | 染平かつ                        | 染平かつ                               |
| ハルタ       | volume112      | 2024年3月15日初版初刷発行（同日発売）      | ISBN 978-4-04-737469-0 | 染平かつ                        | 染平かつ                               |
| ハルタ       | volume113      | 2024年4月15日初版初刷発行（同日発売）      | ISBN 978-4-04-737913-8 | 染平かつ                        | 染平かつ                               |
| ハルタ       | volume114      | 2024年5月15日初版初刷発行（同日発売）      | ISBN 978-4-04-737927-5 | 染平かつ                        | 染平かつ                               |
| ハルタ       | volume115      | 2024年6月14日初版初刷発行（同日発売）      | ISBN 978-4-04-737928-2 | 染平かつ                        | 染平かつ                               |
| ハルタ       | volume116      | 2024年8月9日初版初刷発行（同日発売）       | ISBN 978-4-04-737929-9 | 染平かつ                        | 染平かつ                               |
| ハルタ       | volume117      | 2024年9月13日初版初刷発行（同日発売）      | ISBN 978-4-04-737930-5 | 染平かつ                        | 染平かつ                               |
| ハルタ       | volume118      | 2024年10月15日初版初刷発行（同日発売）     | ISBN 978-4-04-737931-2 | 染平かつ                        | 染平かつ                               |
| ハルタ       | volume119      | 2024年11月15日初版初刷発行（同日発売）     | ISBN 978-4-04-737932-9 | 染平かつ                        | 染平かつ                               |
| ハルタ       | volume120      | 2024年12月13日初版初刷発行（同日発売）     | ISBN 978-4-04-737933-6 | 染平かつ                        | 染平かつ                               |
| ハルタ       | volume121      | 2025年2月15日初版初刷発行（同日発売）      | ISBN 978-4-04-737934-3 | 染平かつ                        | 染平かつ                               |
| ハルタ       | volume122      | 2025年3月14日初版初刷発行（同日発売）      | ISBN 978-4-04-737935-0 | 染平かつ                        | 染平かつ                               |
| ハルタ       | volume123      | 2025年4月15日初版初刷発行（同日発売）      | ISBN 978-4-04-738373-9 | 染平かつ                        | 染平かつ                               |
| ハルタ       | volume124      | 2025年5月15日初版初刷発行（同日発売）      | ISBN 978-4-04-738397-5 | 染平かつ                        | 染平かつ                               |
| ハルタ       | volume125      | 2025年6月13日初版初刷発行（同日発売）      | ISBN 978-4-04-738398-2 | 染平かつ                        | 染平かつ                               |

### 特別企画本
Fellows!総集編 乙嫁語り&乱と灰色の世界
2009年6月25日初版初刷発行（6月15日発売） ISBN 978-4-7577-4958-0、A5判・カバーなし
森薫と入江亜季によるアンソロジーコミックで、「乙嫁語り」と「乱と灰色の世界」がそれぞれ第3話まで収録されている。
その他に森薫の同人誌発表作品である「クレールさんの日常茶飯事」第1話および描き下ろしの第2話と、「乙嫁語り」のラフ画などを載せた製作ノートを収録。また入江亜季の同人誌発表作品である「覗いたビー玉」「しろい雪くろい雪」と、「乱と灰色の世界」の描き下ろし短編である「着せ替え乱ちゃんの巻」が収録されている。
Swimsuits Fellows! 2009（スイムスーツフェローズ）
2009年8月24日初版初刷発行（8月12日発売） ISBN 978-4-7577-5027-2、A5判・カバーあり
水着を題材とした描き下ろし漫画を収録したアンソロジーコミック。掲載陣のうち、しおやてるこ、福島久美子、長野香子、長崎ライチ、まさひこ、新居美智代、薮内貴広は『Fellows!』連載作品の番外編である。
掲載陣：宮田紘次、しおやてるこ、原鮎美、高橋那津子、碧風羽、森薫、長澤真、アントンシク、百名哲、こざき亜衣、福島久美子、松山紗耶、二宮香乃、真田順子、入江亜季、木静謙二、福島聡、長野香子、笠井スイ、高田健一、雁須磨子、安住だいち、小暮さきこ、川島三代子、長崎ライチ、澤江啓太、まさひこ、新居美智代、荒井翔子、薮内貴広、吉田覚、高田築、梶谷志乃、犬童千絵、吉元ますめ、綾芽あや、昆裕美子、空木哲生、縞野やえ、柳生鳩、田代高行、吉川紀子、丸山薫、佐々木一浩
Awesome Fellows!（オーサム・フェローズ）
2011年3月25日初版初刷発行（3月14日発売） ISBN 978-4-04-727149-4、B6判・カバーあり
後述の販促本『メイドフェローズ』『ロボットフェローズ』『ミュージックフェローズ』『メガネフェローズ』『チャイナフェローズ』に掲載された全ての作品と、各小冊子のカラー表紙絵を収録したアンソロジーコミック。掲載陣は#主な付属小冊子を参照。
Awesome Fellows! Perfect（オーサム・フェローズ パーフェクト）
2016年3月25日初版初刷発行（3月14日発売） ISBN 978-4-04-734075-6、B6判・カバーあり
後述の販促本『人外フェローズ』『コスチューム・フェローズ2011』『後日談フェロース』『ギジンカフェローズ』『猫猫Fellows!』『まんぷくフェローズ』『筋肉フェローズ』『美少年フェローズ』『趣味フェローズ』『FANTASY Fellows!』から厳選した読み切り作品およびカラー表紙絵を収録したアンソロジーコミック。掲載陣は#主な付属小冊子の該当項目にて「○」が記述されている作者である。
惑わせる女たち
2022年6月15日初版初刷発行（同日発売） ISBN 978-4-04-737033-3、B6判・カバーあり
『Fellows!』『ハルタ』『ハルタオルタ』並びに後述の販促本『U12 こどもフェローズ』『グラマラスフェローズ』『ギガントフェローズ』から厳選した、魔性の女を描いた読み切り作品を収録したアンソロジーコミック。表紙：飴石
掲載陣：高橋那津子、黒川裕美、飴石、梅ノ木びの、雁須磨子、冨明仁、大武政夫、宇島葉、山田果苗、namo、松本水星、笠井スイ、福島聡
むすんで、つむいで
2023年2月15日初版初刷発行（同日発売） ISBN 978-4-04-737188-0、B6判・カバーあり
後述の販促本『姉Fellows!』『弟Fellows!』『兄Fellows!』『妹Fellows!』から厳選した、"きょうだい"愛を描いた読み切り作品を収録したアンソロジーコミック。表紙：松本水星
掲載陣（イラスト）：松本水星、大上明久利、高橋那津子、長谷部勇太
掲載陣（漫画）：松本水星、根志敦子、西田心、富沢未知果、朔本美津妃、天野実樹、福島聡、葛西尚、越谷美咲、西公平、東雲明日香、宇島葉、渋谷圭一郎、朝和、冨明仁、福浪優子
異種交流会
2024年7月12日初版初刷発行（同日発売） ISBN 978-4-04-737188-0、B6判・カバーあり
描き下ろし作品と『ハルタ』『テラン』並びに後述の販促本『コスチューム・フェローズ2011』『スレンダーフェローズ』から厳選した、人外と人間の交流を描いた読み切り作品を収録したアンソロジーコミック。表紙：一七八ハチ
掲載陣：一七八ハチ、新井すみこ、松本水星、東金桜、九井諒子、樫木祐人、岩宗治生、福島聡、丸山薫、森野鈴鹿、二宮香乃
青の秘密
2025年1月15日初版初刷発行（同日発売） ISBN 978-4-04-738105-6、B6判・カバーあり
『ハルタ』『ハルタオルタ』から厳選した、青少年の秘密を描いた読み切り作品を収録したアンソロジーコミック。表紙：高橋那津子
掲載陣：高橋那津子、多良見かな、黒川裕美、五十嵐純、天野実樹、比嘉史果、山本ルンルン、古田青葉、namo、山田果苗

### 販促本
本誌の付録や応募者全員サービスなどで入手出来る販促本。一般販売はされていないものの掲載作品の一部は各作家の単行本に収録されている他、上記の通り一部の付属小冊子はそのまま1冊の本に纏められて一般販売されている。掲載作家の名前は、それぞれの本での掲載順に記述する。なお「○」が記述されている作者の作品は、特別企画本『Awesome Fellows! Perfect』に再録されていることを示す。

#### 主な付属小冊子
一部書店とKADOKAWA（エンターブレイン）が運営するネットショップ・ebtenにて本誌を購入すると付属する小冊子で、『Fellows!』volume5から不定期に付属している。判型はA5判。
メイドフェローズ
『Fellows!』volume5に付属。メイドを題材とした描き下ろし漫画を収録している。表紙：高橋那津子
掲載陣：森薫、福島久美子、高田健一、入江亜季、冨明仁、梅津ゆり
ロボットフェローズ
『Fellows!』volume6に付属。ロボットを題材とした描き下ろし漫画を収録している。表紙：丸山薫
掲載陣：丸山薫、福島聡、入江亜季、犬童千絵、宮田紘次、百名哲
ミュージックフェローズ
『Fellows!』volume7に付属。音楽を題材とした描き下ろし漫画を収録している。掲載陣のうち、長崎ライチは「ふうらい姉妹」の番外編である。表紙：笠井スイ
掲載陣：佐々木一浩、入江亜季、犬童千絵、長崎ライチ、宮田紘次、真田順子、福島聡
メガネフェローズ
『Fellows!』volume8に付属。眼鏡を題材とした描き下ろし漫画を収録している。表紙：天乃タカ
掲載陣：森薫、しおやてるこ、入江亜季、高田健一、高橋那津子、新居美智代、昆裕美子
チャイナフェローズ
『Fellows!』volume9に付属。チャイナドレスを題材とした描き下ろし漫画を収録している。表紙：高田健一
掲載陣：丸山薫、入江亜季、睦月のぞみ、高田健一、高田築、犬童千絵、百名哲、小暮さきこ、吉田聡美、新居美智代、吉田覚、梅津ゆり、高橋拡那
フェローズ・レトロスペクティブ
『Fellows!』volume10Aおよび10Bに、sideA・sideBが付属。volume9までに本誌に作品が掲載された全作家のイラストを収録している。表紙：碧風羽
sideA掲載陣：長澤真、宮田紘次、岩原裕二、碧風羽、高田健一、高橋那津子、吉元ますめ、しおやてるこ、佐野絵里子、森薫、木静謙二、小暮さきこ、百名哲、山名沢湖、嵐田佐和子、近藤聡乃、空木哲生、松山紗耶、並木洋美、犬童千絵、鈴木健也、室井大資、なかま亜咲、澤江啓太、佐々木一浩、梶谷志乃、田代高行、緒方波子、まさひこ
sideB掲載陣：笠井スイ、八十八良、福島聡、新居美智代、冨明仁、入江亜季、原鮎美、天乃タカ、長野香子、雁須磨子、高田築、長崎ライチ、睦月のぞみ、福島久美子、久慈光久、吉田覚、安住だいち、吉田聡美、大武政夫、楠美マユラ、樫木祐人、小池定路、川島三代子、二宮香乃、戎島実里、薮内貴広、真田順子、丸山薫
人外フェローズ
『Fellows!』volume13に付属。人外を題材とした描き下ろし漫画を収録している。表紙：新居美智代
掲載陣：八十八良、宮田紘次、碧風羽、睦月のぞみ、高田健一、福島久美子、雨隠ギド、若槻久美子、紗久楽さわ○、梶谷志乃、真田順子、杣沢裕香、梅津ゆり
バニー・フェローズ
『Fellows!』volume17に付属。バニーガールを題材とした描き下ろし漫画を収録している。表紙：冨明仁
掲載陣：森薫、牧田真希、中村哲也、睦月のぞみ、柳生鳩、澤江啓太、若槻久美子、高田健一、松山紗耶、吉田聡美、犬童千絵、綾芽あや、梅津ゆり、新居美智代
後日談フェローズ
『Fellows!』volume18に付属。本誌掲載作品の描き下ろし後日談漫画を収録している。括弧内は後日談漫画の元になった作品を示す。表紙：宇島葉○
掲載陣：牧田真希（volume16D掲載「娘がねじれる時」）、福島久美子（volume1 - 16C連載「水晶石の森」）、澤江啓太（volume7掲載「ハダカヨメ」）、まさひこ（volume1 - 15連載「グルタ島日記」）、長野香子（volume2 - 13連載「ノラ猫の恋」）、冨明仁（volume5 - 18連載「玲瓏館健在なりや」）
ギジンカフェローズ
『Fellows!』volume21に付属。擬人化を題材とした描き下ろし漫画を収録している。表紙：樫木祐人○
掲載陣：福島聡○、牧田真希、碧風羽、尾崎友美、渡邉紗代、百名哲、室井大資、菊池るち○、梶谷志乃、緒方波子○
合作漫画 フェローズのできるまで +(PLUS)Edition
『Fellows!』volume22に付属。後述する合作漫画「フェローズのできるまで」と、ネーム担当者の福島聡による参加作品の解説を収録している。
掲載陣は#主なイベント・フェア・企画内の該当項目を参照。
サイレントフェローズ
『Fellows!』volume24に付属。台詞を使用しない描き下ろしサイレント漫画を収録している。表紙：だいらくまさひこ
掲載陣：新居美智代、森薫、吉元ますめ、松本結樹、高江洲弥、紗久楽さわ、吉田覚、百名哲、幹ユヤ、吟鳥子
Hello! harta
『Fellows!』volume26（最終号）に付属。『ハルタ』volume1の掲載作家による1ページの描き下ろし予告イラストもしくは漫画を収録している。表紙：Angelica
掲載陣：夏本満、宮田紘次、長蔵ヒロコ、白浜鴎、冨明仁、高田築、嵐田佐和子、大武政夫、室井大資、長崎ライチ、森薫、入江亜季、笠井スイ、久慈光久、福島聡、長澤真、天乃タカ、原鮎美、菊池まり子、設楽清人、窪中彩乃、浜田咲良
猫猫Fellows!
『ハルタ』volume2に付属。猫を題材とした描き下ろし漫画を収録している。誌名の読みは「にゃんにゃん-」。表紙：設楽清人○
掲載陣：設楽清人、松本水星、九井諒子○、菊池まりこ、武井夏恵、夏本満、緒方波子、長谷川舞里絵、佐々大河○、宇島葉○
まんぷくフェローズ
『ハルタ』volume4に付属。食べ物を題材とした描き下ろし漫画を収録している。表紙：松本結樹○
掲載陣：大窪晶与○、佐々大河○、大武政夫、長谷川舞里絵、武井夏恵、浜田咲良、犬童千絵○、畑田知里、入江亜季○
ハルタヴァンガード
『ハルタ』volume7からvolume15にかけて隔月で全6号が付属。新人作家による連載漫画を収録している。
掲載陣は#連載終了 (販促本)を参照。
筋肉フェローズ
『ハルタ』volume16に付属。筋肉を題材とした描き下ろし漫画を収録している。表紙：木村みなみ○
掲載陣：木村みなみ、長蔵ヒロコ○、犬童千絵○、菊池まりこ、西公平○、梶谷志乃、冨明仁○、緒方波子
美少年フェローズ
『ハルタ』volume17に付属。美少年を題材とした描き下ろし漫画を収録している。表紙：畑田知里○
掲載陣：紗久楽さわ○、渡邉紗代、井上きぬ、徳永智子○、窪中彩乃、緒方波子
趣味フェローズ
『ハルタ』volume24に付属。趣味を題材とした描き下ろし漫画を収録している。表紙：サワミソノ
掲載陣：若槻久美子、設楽清人○、サワミソノ、進美知子○、大窪晶与、緒方波子、二宮香乃○、中村哲也、夏本満、渡邉紗代、松本結樹（監修：八十八良）○
FANTASY Fellows!
『ハルタ』volume26に付属。ファンタジーを題材とした描き下ろし漫画を収録している。なお掲載作家のうち空木哲生の作品は、本誌での自身の連載作「鴨の水かき」の番外編である。表紙：入江亜季○
掲載陣：空木哲生、若槻久美子、古海鐘一、中村哲也、木村みなみ○、井上きぬ、渡邉紗代、大槻一翔○、中西芙海
よんこまフェローズ
『ハルタ』volume46に付属。描き下ろしの4コマ漫画を収録している。表紙：柴田康平
掲載陣：柴田康平、間間戸淳、井上きぬ、丸山薫、大上明久利、伊藤真希、上瀬達也、櫻井良太、浅井海奈、西公平、二宮香乃、志岐佳衣子、紙島育、須川佳、宇島葉、緒方波子、知念まき、福田星良、高橋拡那
青騎士
『ハルタ』volume53からvolume61にかけて隔月で全6号が付属。少女漫画誌『月刊Asuka』編集部および第5号のみ『電撃マオウ』（KADOKAWA）編集部ともコラボレーションし、3誌の漫画家による作品が新作・再録・連載・読み切り問わず掲載された。『月刊Asuka』にも同内容のものが付属した。
連載作品の掲載陣は青騎士 (漫画誌)#連載作品 (小冊子)、前後編読み切り作品は青騎士 (漫画誌)#前後編読み切り (小冊子)を参照。
変身フェローズ
『ハルタ』volume56に付属。変身を題材とした描き下ろし漫画を収録している。表紙：高橋拡那
掲載陣：山本和音、石田裕揮、荒木美咲、菊池まりこ、西公平、小林愛、長蔵ヒロコ、加藤清志、小出彩夏、渡邉紗代、岸本夏実、中河星良、紙島育、高橋拡那、冨明仁
姉Fellows!
『ハルタ』volume73に付属。姉を題材とした描き下ろし漫画を収録している。表紙：松本水星
掲載陣：三星たま、紫垣淳子、天野実樹、野澤阿美乃、山嵜大輝、西田心、エンボス、富沢未知果、石本美津妃、伊藤有生、松本水星
弟Fellows!
『ハルタ』volume74に付属。弟を題材とした描き下ろし漫画を収録している。表紙：大上明久利
掲載陣：山本和音、福島聡、西田心、松本水星、石田裕揮、紫垣淳子、犬童千絵、伊藤有生、髙野三奈、富沢未知果、エンボス、石本美津妃、三星たま
兄Fellows!
『ハルタ』volume75に付属。兄を題材とした描き下ろし漫画を収録している。表紙：高橋那津子
掲載陣：都路なつき、根志敦子、伊藤有生、井上きぬ、西公平、葛西尚、西田心、三星たま、髙野三奈、松本水星、東雲明日香、越谷美咲、福島聡
妹Fellows!
『ハルタ』volume76に付属。妹を題材とした描き下ろし漫画を収録している。表紙：長谷部勇太
掲載陣：夏田祐美、浜田慶亮、高江洲弥、宇島葉、牧野康平、渋谷圭一郎、林良時、野澤阿美乃、一沢透、髙野三奈、葛西尚、越谷美咲、古月よしこ、松本水星、藤代百、伊藤有生、井上きぬ、三星たま、冨明仁、朔本美津妃、福浪優子
ハルタぬり絵帳
『ハルタ』volume80に綴じ込み付録として付属。塗り絵が出来るよう、線画のみで描かれた描き下ろしイラストを収録している。表紙：山本ルンルン
掲載陣：渋谷圭一郎、樫木祐人、宮永麻也、長蔵ヒロコ、九井諒子、冨明仁、石田裕揮、山本ルンルン、大上明久利
ハルタ・コラボポップ・ブック
『ハルタ』volume86に付属。各作家が自身の本誌掲載作品と、他作家の本誌掲載作品をコラボレーションさせたイラストを収録。収録作品の多くは過去に一部書店で配布されたイラストカードであるが、本誌にまとめるにあたり描き下ろしイラストが追加されている。
掲載陣：犬童千絵、かわもとまい、大窪晶与、大上明久利、浜田咲良、西公平、namo、長蔵ヒロコ、高橋那津子、嵐田佐和子、高江洲弥、九井諒子、比嘉史果、山田果苗、鶴淵けんじ、宮永麻也、樫木祐人、かまぼこRED、大武政夫、浅井海奈、佐々大河、石田裕揮、佐野菜見、空木哲生、黒川裕美、三星たま、吉田真百合、渋谷圭一郎
ギガントフェローズ
『ハルタ』volume90に付属。巨人・高身長を題材とした描き下ろし漫画を収録している。なお版型はB5判であり、小冊子ならぬ大冊子と謳われている。表紙：宇島葉
掲載陣：宇島葉、野澤佑季恵、侑久、大島琳太郎、木原悠里子、小夏ゆーた、ふるかわてんた、御名原雅、野町達也、金箱さくら、竹本明梨、寿薙えりか
ロマンスグレーフェローズ
『ハルタ』volume97に付属。ロマンス・グレーを題材とした描き下ろし漫画を収録している。表紙：福田星良
掲載陣：福田星良、福浪優子、光田さの、山本和音、朔本美津妃、浜田咲良、白石沙季、実原くるみ、高江洲弥、紀之寛人、池袋万里、烏千田清美、森野鈴鹿、かわもとまい、よしかわさとこ、侑久、家路ゆこさ、宮永麻也、高橋那津子
ハルタEXTRA
『ハルタ』volume100に付属。連載終了作品も含む本誌掲載作品の描き下ろし番外編漫画やイラストを収録している。なお本冊子は『ハルタ』volume100に必ず付属するものであり、版型も本誌と同様のB5判である。
収録作品の単行本収録予定はない。表紙：染平かつ
掲載陣（漫画）：天野実樹、嵐田佐和子、一七八ハチ、犬島ななこ、犬童千絵、空木哲生、宇島葉、梅ノ木びの、大上明久利、大窪晶与、大武政夫、樫木祐人、九井諒子、佐々大河、佐野菜見、渋谷圭一郎、高江洲弥、高橋那津子、鶴淵けんじ、冨明仁、長蔵ヒロコ、中原ふみ、namo、西公平、二宮香乃、浜田咲良、比嘉史果、久方標、福島聡、三星たま、宮永麻也、山田果苗、山本和音
掲載陣（イラスト）：浅井海奈、飴石、荒木美咲、岩宗治生、大島琳太郎、笠井スイ、加藤清志、近藤聡乃、須川佳、田沼朝、津野みぞ子、富沢未知果、長崎ライチ、野澤佑季恵、松本水星、丸山薫、山本ルンルン、ゆめじ、綿野マイコ
わんわんわん!フェローズ
『ハルタ』volume111に付属。111という号数に因み、犬を題材とした描き下ろし漫画やイラストを収録している。なお本冊子は『ハルタ』volume111に必ず付属するものであり、版型も本誌と同様のB5判である。表紙：染平かつ
掲載陣：空次郎（目次&本文イラスト）、福田星良、樫木祐人、namo、天野実樹、飴石、犬島ななこ、大上明久利、一七八ハチ、野澤佑季恵、長蔵ヒロコ、高橋那津子
シガレットフェローズ
『ハルタ』volume121に付属。煙草を題材とした描き下ろし漫画を収録している。表紙：飴石
掲載陣：山本和音、魚沢なりた、みひろ、児島青、小池リクト、白木恵、ソライモネ、直江かおる、西公平、福浪優子、沼野あおい、大上明久利、飴石
ちびきゃらフェローズ
『ハルタ』volume124に付属。ちびきゃらを題材とした描き下ろし漫画を収録している。表紙：空次郎
掲載陣：空次郎、睡めら野、三ト二三、あないなだ、沼野あおい、白木恵、三星たま、山本和音、おみたし、はなまき灯、西公平、ほしつ、きぃやん、直江かおる、蚤乃つづり、福浪優子

#### 主な応募者全員サービス
応募台紙のための本誌代、応募券のための単行本代、はがき・切手代を除けば無料で応募可能。
フェローズ・カラーズ
『Fellows!』掲載作家のカラーイラストを収録したブックレット。2009年9月から12月発売分の単行本に付属している応募券を、『Fellows!』volume7およびvolume8に付いている応募台紙に貼り応募する事で全員に送られた。これに関連してvolume7に新居美智代、volume8に福島久美子による応募方法を描いた4ページ漫画が掲載されている他、対象の単行本には嵐田佐和子による応募方法を描いた2ページ漫画を記載したチラシが封入。このチラシは単行本の発売月によって異なり、記載されている漫画も違うものになっている。なおこれらの応募方法漫画は、各作者が『Fellows!』に掲載している作品の番外編という体裁であった。
掲載陣：碧風羽、新居美智代、鈴木健也、丸山薫、入江亜季、しおやてるこ、長野香子、笠井スイ、八十八良、森薫、隼優紀、福島聡、なかま亜咲、高橋那津子、原鮎美、高田健一、宮田紘次、佐野絵里子、室井大資、天乃タカ、百名哲、薮内貴広
コスチューム・フェローズ2011
制服を題材にした描き下ろし漫画を収録した別冊本（判型は本誌と同様のB5判である）。掲載陣のうち長崎ライチ、宮田紘次、天乃タカ、久慈光久は『Fellows!』掲載作品の番外編である。2010年10月から12月発売分の単行本に付属している応募券を、『Fellows!』volume13およびvolume14に付いている応募台紙に貼り応募する事で全員に送られた。これに関連してvolume13およびvolume14に澤江啓太による応募方法を描いた4ページ漫画が掲載されている他、対象の単行本にも同じく澤江啓太による制服フェローズに関連した2ページ漫画を記載したチラシが封入。このチラシは単行本の発売月によって異なり、記載されている漫画も違うものになっている。表紙：紗久楽さわ○
掲載陣：高田築、高橋那津子○、笠井スイ、紗久楽さわ○、嵐田佐和子○、長野香子、しおやてるこ、入江亜季○、松山紗耶、雁須磨子、長崎ライチ、佐野菜見、なかま亜咲○、宮田紘次、雨隠ギド、天乃タカ、二星天、福島聡○、睦月のぞみ、久慈光久○、福島久美子、中川きれえ、原鮎美、戎島実里、安住だいち、森薫、犬童千絵○、小池定路、澤江啓太、二宮香乃○、百名哲、大武政夫、梶谷志乃、小暮さきこ、丸山薫
エハガキフェローズ
『Fellows!』掲載作家による世界各地の風景を題材とした描き下ろしフルカラーイラストを収録したポストカードブック。縦長のイラストで構成され右開きから始まるSIDE：LONGITUDEと、横長のイラストで構成され左開きから始まるSIDE：LATITUDEに分かれた誌面構成となっている。なお掲載陣のほとんどが、自身の『Fellows!』掲載作品に関連したイラストである。2011年11月から翌年1月発売分の単行本と『Fellows!(Q)』Quietに付属している応募券を、『Fellows!』volume19およびvolume20に付いている応募台紙に貼り応募する事で全員に送られた。これに関連してvolume19およびvolume20に緒方波子による応募方法を描いた4ページ漫画が掲載されている他、対象の単行本にも同じく緒方波子によるエハガキフェローズに関連した3ページ漫画を記載したチラシが封入。また『Fellows!(Q)』Quietにはアンケートはがきと繋がった状態で、1ページの告知漫画が掲載されている。このチラシなどは単行本の発売月によって異なり、記載されている漫画も違うものになっている。
SIDE：LONGITUDE掲載陣：碧風羽、近藤聡乃、双三ヒロ、小池定路、吟鳥子、長澤真、宮田紘次、安住だいち、市川和馬、だいらくまさひこ、薮内貴広、福島聡、八十八良、冨明仁、天乃タカ、紗久楽さわ、菊池るち、高橋那津子、尾崎友美、原鮎美、松本結樹、佐野菜見、大武政夫、高橋拡那、中川きれえ、幹ユヤ、中川麻子、雁須磨子、樫木祐人、犬童千絵、牧田真希、夏本満
SIDE：LATITUDE掲載陣：笠井スイ、久慈光久、白浜鴎、澤江啓太、緒方波子、嵐田佐和子、朱鱶マサムネ、雨隠ギド、新居美智代、小暮さきこ、吉田覚、若槻久美子、丸山薫、森薫、睦月のぞみ、室井大資、松山紗耶、なかま亜咲、しおやてるこ、佐野絵里子、空木哲生、長蔵ヒロコ、百名哲、宇島葉、二星天、高田築、二宮香乃、九井諒子、長崎ライチ、入江亜季
ハルタ・アラモード
『ハルタ』掲載作家による描き下ろしイラストなどを収録した画集。2014年12月から翌年2月発売分の単行本もしくは「ハルタ・グランドフェア2014」対象書店にて『ハルタ』連載作品の単行本を購入した際に付与されるステッカーに付属している応募券を、『ハルタ』volume20およびvolume21に付いている応募台紙に貼り応募する事で全員に送られた。これに関連してvolume20とvolume21には松本水星による応募方法を描いた5ページ漫画が掲載されている。
掲載陣：高橋那津子、菊池まりこ、冨明仁、久慈光久、空木哲生、笠井スイ、大武政夫、入江亜季、佐野菜見、九井諒子、丸山薫、樫木祐人、八十八良、室井大資、渡邉紗代、宮田紘次、嵐田佐和子、森薫、長蔵ヒロコ、なかま亜咲、高田築、白浜鴎、福島聡、原鮎美、長崎ライチ
U12 こどもフェローズ（U12 こどもふぇろーず）
子供を題材にした描き下ろし漫画を収録する小冊子。2015年12月から翌年1月発売分の単行本に付属する応募券を、『ハルタ』volume30に付いている応募台紙に貼り応募する事で全員に送られた。これに関連してvolume30には松本結樹による応募方法を描いた5ページ漫画が掲載されている。なお掲載陣のうち、入江亜季は「多朗と多由良」、紗久楽さわは「碧空切符」、西公平は「鋼の少年、鉄の掟」の関連作品である。
好評につき重版分が再度応募者全員サービスとして企画され、もともと対象だった単行本+2016年5月発売分の単行本に付属する応募券を『ハルタ』volume34に付いている応募台紙に貼り応募する事で全員に送られた。これに関連してvolume34には高橋拡那による応募方法を描いた4ページ漫画が掲載されている。
表紙：進美知子
掲載陣：進美知子、中村哲也、比嘉史果、九井諒子、大武政夫、松本水星、森薫、木村みなみ、設楽清人、樫木祐人、松本結樹、福島聡、佐野菜見、大槻一翔、緒方波子、入江亜季、紗久楽さわ、長蔵ヒロコ、高江洲弥、戎島実里、川田大智、加藤清志、宇島葉、嵐田佐和子、空木哲生、菊池まりこ、高橋那津子、山本ルンルン、冨明仁、佐々大河、西公平、山田果苗、高橋拡那、原鮎美、井上きぬ、高田築、二宮香乃、浜田咲良、和田隆志、畑田知里、中西芙海、丸山薫、福田星良（目次イラスト）
レコメン・ポップ・フェローズ
後述するイベント「ハルタショップ&ミュージアム in ゲーマーズ」などで使用された、『ハルタ』掲載作家による他薦・自薦ポップイラストを収録する小冊子。2016年12月から翌年3月発売分の単行本に付属する応募券を、『ハルタ』volume40およびvolume41に付いている応募台紙に貼り応募する事で全員に送られた。これに関連してvolume40とvolume41には大槻一翔による告知漫画が掲載されている。
掲載陣：嵐田佐和子、犬童千絵、井上きぬ、入江亜季、宇島葉、大武政夫、大槻一翔、緒方波子、笠井スイ、樫木祐人、梶谷志乃、川田大智、菊池まりこ、木村みなみ、九井諒子、久慈光久、近藤聡乃、紗久楽さわ、佐々大河、佐野菜見、設楽清人、進美知子、高江洲弥、高橋那津子、高橋拡那、徳永龍人、冨明仁、長蔵ヒロコ、中西芙海、なかま亜咲、中村哲也、二宮香乃、畑田知里、原鮎美、比嘉史果、福島聡、丸山薫、宮田紘次、森薫、八十八良、山田果苗、山本和音、山本ルンルン、渡邉紗代
スレンダーフェローズ & グラマラスフェローズ
2冊合わせて400ページを超える描き下ろし漫画を収録する冊子。2017年12月から翌年3月発売分の単行本に付属する応募券を、『ハルタ』volume50 - volume52に付いている応募台紙に貼り応募する事で2冊分が全員に送付された。これに関連してvolume50 - volume52には八重樫莉子による告知漫画が掲載されている。
- スレンダーフェローズ

表紙：入江亜季
掲載陣：入江亜季、山本和音、大槻一翔、宇島葉、菊池まりこ、大上明久利、嵐田佐和子、namo、伊藤真希、樫木祐人、高橋那津子、長蔵ヒロコ、犬童千絵、浜田咲良、山本直樹、中村哲也、梶谷志乃、福田星良、黒川裕美、舘石まい、紙島育、福島聡、櫻井良太、西公平、中河星良、佐野菜見、井上きぬ、柴田康平、百名哲、丸山薫、久慈光久、渡邉紗代
- グラマラスフェローズ

表紙：森薫
掲載陣：森薫、冨明仁、山田果苗、九井諒子、高橋拡那、志岐佳衣子、松本水星、宮永麻也、八重樫莉子、真冬麻里、サワミソノ、町馬順子、なかま亜咲、設楽清人、戎島実里、大武政夫、川田大智、緒方波子、山高守人、佐藤春美、中西芙海、二宮香乃、浅井海奈、須川佳、富岡二郎、原鮎美、上瀬達也、高江洲弥、山本ルンルン、比嘉史果、佐々大河
ハルタ豆文庫
本誌連載作品の描き下ろし番外編が収録された大きさ45mm四方の"豆本"。2019年12月から翌年2月発売分の単行本に付属する応募券を、『ハルタ』volume70 - volume71に付いている応募台紙に貼り応募する事で全員に送付された。
収録作品：乙嫁語り（森薫）、煙と蜜（長蔵ヒロコ）、北北西に曇と往け（入江亜季）、ヒナまつり（大武政夫）、極東事変（大上明久利）

#### 主な定期購読特典
KADOKAWA（エンターブレイン）が運営するネットショップ・ebtenでの年間定期購読を利用中の読者が対象となっている。
Harta Colors
年間定期購読を利用している読者に発送されたイラストブック。当初は2013年1月31日までに注文・もしくは以前より継続中であった利用者のみに送られる予定であったが、好評につき同年2月以降に新たに注文した利用者にも送られている。なお初回配布は『ハルタ』volume1と同時の予定であったものの、制作が遅れたためにvolume3と同時発送された。『ハルタ』刊行開始記念ポスターに描かれたイラストを作者ごとに分けて1ページずつ掲載している。
掲載陣：安住だいち、天乃タカ、嵐田佐和子、犬童千絵、入江亜季、空木哲生、宇島葉、衛藤誠、大窪晶与、大武政夫、緒方波子、尾崎友美、笠井スイ、樫木祐人、梶谷志乃、菊池まりこ、九井諒子、久慈光久、紗久楽さわ、佐々大河、真田順子、佐野菜見、設楽清人、白浜鴎、高江洲弥、高田築、高田健一、高橋那津子、高橋拡那、武井夏恵、冨明仁、長蔵ヒロコ、長崎ライチ、長澤真、なかま亜咲、中村哲也、夏本満、新居美智代、二宮香乃、長谷川舞里絵、畑田知里、原鮎美、福島聡、松本結樹、丸山薫、宮田紘次、睦月のぞみ、室井大資、百名哲、森薫、八十八良、吉田覚、渡邉紗代
ハルタ玉稿セット
年間定期購読を利用している読者に発送された、複製原画と原稿を作者自身が解説した小冊子のセット。
掲載陣：天野実樹、石田裕揮、犬童千絵、空木哲生、大上明久利、大窪晶与、樫木祐人、かわもとまい、菊池まりこ、九井諒子、佐々大河、佐野菜見、渋谷圭一郎、高江洲弥、高橋那津子、鶴淵けんじ、冨明仁、長蔵ヒロコ、長崎ライチ、namo、西公平、浜田咲良、原鮎美、比嘉史果、福田星良、三星たま、宮永麻也、山田果苗、山本和音、大武政夫
ハルタカード
年間定期購読を利用している読者に発送されたサブ特典。ICチップが搭載されたカードをスマートフォン等のNFC機能で読み取ることで、描き下ろしの漫画やイラスト等が閲覧できるウェブサイトへアクセスできた。またAndroid端末の場合は専用のスマートフォンアプリ「ハルタ箱」でカードをスキャンすることで、同様のコンテンツへアクセス可能。
これらの仕組みには、共同印刷が提供するIC製品「コンテンツキャリア」が使用されている。
掲載漫画：ウスズミの果て（岩宗治生）、Servant Beasts（森野鈴鹿）、瑠璃の宝石（渋谷圭一郎）、花園に幹が立つ（野澤佑季恵）、ホテル・メッツァペウラへようこそ（福田星良）、かわいすぎる人よ!（綿野マイコ）、本なら売るほど -古本屋十月堂とその客-（児島青）、ダンジョン飯（九井諒子）、いやはや熱海くん（田沼朝）

## 掲載作品の映像化
| 作品                  | 放送年 | 原作       | アニメーション制作 | 備考 |
| --------------------- | ------ | ---------- | ------------------ | ---- |
| 健全ロボ ダイミダラー | 2014年 | なかま亜咲 | ティー・エヌ・ケー |      |
| 坂本ですが?           | 2016年 | 佐野菜見   | スタジオディーン   |      |
| ハクメイとミコチ      | 2018年 | 樫木祐人   | Lerche             |      |
| ヒナまつり            | 2018年 | 大武政夫   | feel.              |      |
| ミギとダリ            | 2023年 | 佐野菜見   | GEEKTOYS CompTown  |      |
| ダンジョン飯          | 2024年 | 九井諒子   | TRIGGER            |      |
| 瑠璃の宝石            | 2025年 | 渋谷圭一郎 | スタジオバインド   |      |

| 作品         | 放送年 | 原作     | アニメーション制作 | 備考 |
| ------------ | ------ | -------- | ------------------ | ---- |
| ダンジョン飯 | 2019年 | 九井諒子 | TRIGGER            |      |

| 作品                  | 放送年 | 原作     | 制作           | 備考 |
| --------------------- | ------ | -------- | -------------- | ---- |
| 生き残った6人によると | 2022年 | 山本和音 | スタジオブルー |      |

## 発行部数
- Fellows! / ハルタ
  - 2009年 - 2011年2月：公称2万3千部[106][107]
  - 2011年4月 - 2020年2月：公称2万部[108][109]

## 新人賞
ハルタ編集部では原稿持ち込みを募集しているほか、新人賞を主催している。

### ハルタコミックグランプリ
ハルタ編集部が毎月募集していた新人賞。
当初ハルタ編集部が主催する新人賞は『Fellows!』時代から存在しておらず、エンターブレインが主催する「えんため大賞コミック部門」が第14回より本誌の新人賞扱いとなっていた。このコミック部門は翌年開催の第15回から後述のプレミアム持ち込みと合体して「えんため大賞コミックグランプリ」へと改称され、高額の賞金こそ無いものの受賞者がデビューや連載に繋がりやすい構造となった。なお『Fellows!』volume22にて結果が発表された第14回コミック部門に関しては、優秀賞から奨励賞までの8作品全てが同誌volume22からvolume24にかけて掲載された。2016年4月期からは「えんため大賞コミックグランプリ」が「ハルタコミックグランプリ」へ改称され、正式にハルタ編集部が主催する新人賞となる。募集は2021年8月期が最後となった。
主な受賞作家に浅井海奈、天野実樹、荒木美咲、安東鵙、稲田晃司、井上きぬ、大窪晶与、柴田康平、鯨庭、黒川裕美、薩美佑、高江洲弥、沼野あおい、比嘉史果、福田星良、福浪優子、松本水星、真冬麻里、間間戸淳、三星たま、山田果苗、山本和音、ラルサン（倖らる）、渡邉紗代など。
なお『ハルタ』volume11からvolume87にかけて、新人賞の原稿募集ページに4コマ漫画が掲載されていた。以下、掲載作品と作家を記す。
|    | 作品名                | 作者     | 開始号             | 終了号             | 注記                                                                                      |
| -- | --------------------- | -------- | ------------------ | ------------------ | ----------------------------------------------------------------------------------------- |
| 01 | アンドロイドHALちゃん | 松本水星 | 『ハルタ』volume11 | 『ハルタ』volume20 | 『ハルタ』volume9、volume10、volume20、volume21の応募者全員サービス告知漫画としても掲載。 |
| 02 | じいじとはるこ        | 中西芙海 | 『ハルタ』volume21 | 『ハルタ』volume46 | 「ハルタコミックグランプリ」旧公式サイトにも掲載。                                        |
| 03 | 命短し描けよ乙女      | 福田星良 | 『ハルタ』volume47 | 『ハルタ』volume78 |                                                                                           |
| 04 | 宇宙漫画サークル      | 志波由紀 | 『ハルタ』volume79 | 『ハルタ』volume87 |                                                                                           |

### 八咫烏杯
受賞者のプロデビューを確約したハルタ編集部主催の新人賞。
2021年1月15日に、ハルタ編集部員全8人が1人ずつ受賞者の担当につくことで必ず8人のプロデビューを確約するとして発表。4月15日に結果が発表されたが、予想を超える応募が集まったことを理由に受賞者数は13人となった。受賞作は『ハルタ』本誌並びに公式ウェブサイトに掲載された。
2021年秋には第二回が開催され、12名のプロデビューが決定。以降、年2回ペースでの開催となっており、受賞作は第一回と同様に『ハルタ』本誌並びに公式ウェブサイトへ掲載されている。
主な受賞作家に空次郎、戸川四餡、森野鈴鹿など。

### その他
オールKADOKAWAによる縦スクロール漫画大賞
スマートフォンやタブレットなどを用いての購読を想定した、縦スクロール漫画形式の作品を募集する賞。2021年3月26日よりKADOKAWA全社で募集され、ハルタ編集部も審査に参加した。
2022年3月25日からは第2回の募集が開始され、ハルタ編集部も引き続き審査に参加している。以降、年1回ペースで開催。

## 主なイベント・フェア・企画
応募者全員サービスは#主な応募者全員サービスを参照。

### イベント
- フェローズ・フィエスタ2010
  - 『Fellows!』volume12にて通算10000ページを超えた事を記念して、2010年8月22日にCOMIC ZIN秋葉原店にて掲載作家のサイン会や原画展が行なわれた[138]。この際に藤素壱による描き下ろしペーパー「すすめ! 銀河帝国フェローズ宣伝部隊」や、高田健一による「アフィーマ」の姫イラストピンバッジなども配布されている[138]。またこれに関連してCOMIC ZINの公式キャラクターを森薫が描き下ろしており、現在も公式サイトや店頭で使用され続けている。なおCOMIC ZIN秋葉原店の店外ディスプレイでは、2024年現在も『ハルタ』掲載作品の展示が月替りで行なわれている[139][140]。
- マチ★アソビでのイベント
  - 2010年10月9日から10月11日にかけて開催された「マチ★アソビ vol.4」では、『Fellows!まつり』と題して原画展や掲載作家7人による合作カラー壁画のライブペインティングが行なわれた[141][142]。
  - 2011年1月22日から2月6日にかけて開催された「マチ★アソビ vol.5」では、『作家の机展覧会』と題して他の出版社と共に各漫画家が執筆に使用している作業机の写真展示が行なわれた[143]。
  - 2011年9月23日から10月10日にかけて開催された「マチ★アソビ vol.7」では、『Fellows!』・『ファミ通コミッククリア』（エンターブレイン）・『ゲッサン』（小学館）の3誌合同サイン会が原画展などと共に行なわれた[144][145]。
  - 2012年5月3日から5月5日にかけて開催された「マチ★アソビ vol.8」では、『エンターブレイン美術館』と題してエンターブレイン発行の漫画誌やウェブコミック誌に掲載されている作品の生原稿が展示された[146]。
  - 2012年9月22日から10月8日にかけて開催された「マチ★アソビ vol.9」では、『Fellows!』・『ゲッサン』・『まんがタイムきらら』（芳文社）の3誌合同サイン会が行なわれた[147]。
  - 2013年9月28日から10月14日にかけて開催された「マチ★アソビ vol.11」では、『ハルタ』・『ゲッサン』・『まんがタイムきらら』の3誌合同サイン会が様々な展示と共に行なわれた[148]。
  - 2014年9月27日から10月12日にかけて開催された「マチ★アソビ vol.13」では、『ハルタ』掲載作家の森薫と『ゲッサン』掲載作家の小山愛子による合同サイン会が展示と共に行なわれた[149]。
  - 2015年9月26日から10月12日にかけて開催された「マチ★アソビ vol.15」では、入江亜季・犬童千絵・高橋拡那・佐々大河の合同サイン会が行なわれた[150]。
- 春ハルタ原画展
  - 2015年4月15日から4月26日にかけて、東京の書店・かもめブックスにて原画展が開催された。また書店内のカフェでは「乱と灰色の世界」とコラボレーションしたメニューも用意された[151]。
- ハルタショップ&ミュージアム in ゲーマーズ
  - 2016年1月16日から1月31日にかけて、東京の書店・AKIHABARAゲーマーズ本店にて開催[152]。本誌掲載作家による自身以外の作品を対象とした描きおろしPOPや、その生原画が多数展示された[153]。
- 帰ってきたハルタグランドフェア
  - 2016年6月中旬から、東京の書店・COMIC ZIN新宿店および兵庫の書店・ふたば書房つかしん店にて開催[154][155]。上記したゲーマーズで展示されたものと同様の絵柄の複製原画風POPが多数展示された。
- ハルタEXPO 2019 in 大阪
  - 2019年9月13日から同年10月27日に渡り、大阪の書店5店舗にて複製原画展示・スタンプラリー・サイン会が開催[156]。
- ハルタ10周年×ジュンク堂書店池袋本店25周年記念 特別企画展 『一本の線から物語が生まれる』
  - 2022年12月2日から2023年1月22日にかけて、東京の書店・ジュンク堂書店池袋本店にて複製原画展示・サイン会が開催[157]。複製原画は販売もされる。
  - これに関連して、全国の丸善・ジュンク堂書店・戸田書店・函館栄好堂にて対象のハルタコミックスを購入すると、過去『Fellows!』に付属した小冊子『ロボットフェローズ』『ミュージックフェローズ』『ギジンカフェローズ』の縮刷復刻版が1冊付属するフェアも開催[158]。
  - また2023年2月15日から3月19日にかけてはジュンク堂書店三宮店にて、2023年5月1日から5月31日にかけてはジュンク堂書店福岡店にて、2023年6月16日から7月17日にかけてはMARUZEN&ジュンク堂書店札幌店にて、2023年8月1日から8月31日にかけてはMARUZEN&ジュンク堂書店新静岡店にて、それぞれ複製原画展示などが開催[159][160][161][162]。

### フェア
- 肉フェア (eat meat comic Fair)
  - 2012年2月9日（肉の日）ごろより『Fellows!』と『ファミ通コミッククリア』の連載作品から4作品ずつ計8つの対象作品の既刊単行本を所定の書店で購入することで、各対象作品の肉をテーマとした描き下ろし漫画（いずれも8ページずつ）が収録された小冊子などが付属するフェアが行なわれた[163]。『Fellows!』からは「ピーチ・オン・ザ・ビーチ」（原鮎美）・「野ばら」（高田築）・「ストレニュアス・ライフ」（丸山薫）・「In Wonderland」（薮内貴広）が選ばれ、尾崎友美・菊池るち・緒方波子・澤江啓太による各作品への応援貢も1ページずつ収録されている[注 67]。判型はB6判で、1冊の中に全作品が収録されている。
- 電車で読めないマンガフェア
  - 2013年4月25日ごろより『ハルタ』連載の5作品（「坂本ですが?」（佐野菜見）、「ふうらい姉妹」（長崎ライチ）、「ヒナまつり」（大武政夫）、「鋼鉄奇士シュヴァリオン」（嵐田佐和子）、「秋津」（室井大資））の単行本第1巻を所定の書店にて購入することで、電車をテーマとした描き下ろし4ページ漫画が記載された巻四つ折りペーパーが付属するフェアが行なわれた（ペーパーは各単行本に1枚ずつの計5種類）[164]。なお、これに伴って「秋津」のみ表紙カバーが変更されている。
- 【僕らはみんな生きている。】フェア
  - 2018年4月11日より一部書店にて『ハルタ』・『Eleganceイブ』（秋田書店）・『週刊少年サンデー』（小学館）連載の対象既刊単行本を購入することで、10種類のポストカードが貰えるフェアが開催[165][166]。
- ハルタ×紀伊國屋書店コラボフェア
  - 2018年8月1日から同年9月30日にかけて大阪の書店・紀伊國屋書店グランフロント大阪店にて対象の単行本を購入することで、描き下ろしのブックカバーが貰えるフェアが開催された[167]。これに合わせてブックカバーの原画や歴代表紙絵・「カバー・ストーリー」・特定作品の複製原画を掲載するギャラリーコーナーも店内に開設されている[167]。
- キミはドコ行く? 旅マンガフェア
  - 2018年11月中旬より一部書店にて対象のハルタコミックスを購入することで、特定作品の描き下ろし2ページ漫画を収録した小冊子3種類が付属するフェアが開催された[168]。それぞれの描き下ろし漫画掲載作品は下記を参照。表紙・裏表紙イラストは3冊とも冨明仁が担当。
    - FOOD：九井諒子「ダンジョン飯」、中村哲也「ネコと鴎の王冠」、佐々大河「ふしぎの国のバード」、山田果苗「東京城址女子高生」
    - CULTURE：森薫「乙嫁語り」、大窪晶与「ヴラド・ドラクラ」、佐野菜見「ミギとダリ」、犬童千絵「碧いホルスの瞳 -男装の女王の物語-」
    - TRANSFER：入江亜季「北北西に曇と往け」、高橋那津子「昴とスーさん」、宮永麻也「ニコラのおゆるり魔界紀行」、樫木祐人「ハクメイとミコチ」
- カドコミ2020
  - 2020年7月上旬より一部書店にて対象の単行本を購入することで、KADOKAWA作品の描き下ろし漫画やイラストが掲載された『カドコミ×ダ・ヴィンチ』の小冊子が配布される企画が開催[169]。『ハルタ』からは「煙と蜜」「山を渡る -三多摩大岳部録-」の描き下ろし漫画が収録されている[170]。
- ハルタ エル・ドラドフェア
  - 2021年4月中旬より一部書店にて対象のハルタコミックスを購入することで、特定作品の絵柄が入ったしおりが付属するフェアが開催[171]。複数作品購入により応募者全員プレゼントへも応募可能。
- カドコミ2021
  - 2021年7月上旬より一部書店にて対象の単行本を購入することで、KADOKAWA作品の描き下ろし漫画やイラストが掲載された『カドコミ×ダ・ヴィンチ』の小冊子が配布される企画が開催[172]。『ハルタ』からは「瑠璃の宝石」の描き下ろし漫画と、長蔵ヒロコのインタビューが収録されている[172]。
- 届け! 推しの声フェア
  - 2022年4月上旬より一部書店にて対象のハルタコミックスを購入することで、作者自身が自作の推しキャラクターの魅力を描いた描き下ろし漫画を収録した小冊子2種類が付属するフェアが開催[173]。それぞれの描き下ろし漫画掲載作品は下記を参照。
    - EXCITING：山本和音「生き残った6人によると」、namo「クプルムの花嫁」、高江洲弥「先生、今月どうですか」、渋谷圭一郎「瑠璃の宝石」
    - WONDERFUL：福浪優子「あかねさす柘榴の都」、冨明仁「アビスアジュールの罪人」、福田星良「ホテル・メッツァペウラへようこそ」、三星たま「夜の名前を呼んで」
- 産地直送! もぎたてマンガフェア
  - 2023年11月中旬より一部書店にて対象のハルタコミックスを購入することで、作者自身が自作のこだわりを描いた描き下ろしイラストを収録した小冊子『もぎたて!自薦イラスト詰め合わせBOOK』が付属するフェアが開催[174]。収録される描き下ろしイラストは下記を参照。
    - 田沼朝「いやはや熱海くん」、岩宗治生「ウスズミの果て」、綿野マイコ「かわいすぎる人よ!」、嵐田佐和子「キラキラとギラギラ」、大武政夫「J⇔M ジェイエム」、丸山薫「司書正」、二宮香乃「珍獣のお医者さん」、野澤佑季恵「花園に幹が立つ」
- 春にはじめるハルタフェア!
  - 2024年4月中旬より一部書店にて対象のハルタコミックスを購入することで、各作者の描き下ろしイラストを収録したリーフレット『夢のifイラスト集「もしかしたらの世界線」』が付属するフェアが開催[175]。収録される描き下ろしイラストは下記を参照。
    - 田沼朝「いやはや熱海くん」、岩宗治生「ウスズミの果て」、飴石「開花アパートメント」、嵐田佐和子「キラキラとギラギラ」、大島琳太郎「殺し屋の推し」、丸山薫「司書正」、大武政夫「J⇔M ジェイエム」、二宮香乃「珍獣のお医者さん」、一七八ハチ「虎は龍をまだ喰べない。」

### 企画
- 西東京スタンプラリー
  - 『Fellows!』volume4の発売を記念して2009年4月15日から5月15日までスタンプラリー企画が行なわれ、期間中に西東京に存在する所定の書店を巡り対象書籍を購入することで様々な商品に応募できた[176]。
- プレミアム持ち込み
  - 関東地方と山梨県以外の在住者を対象に編集部が東京までの往復交通費と宿泊費を負担するという、おそらく業界初のシステムを採用した持ち込み形式[177]。対象者は応募者から毎回抽選で10名ほど選ばれる仕組みとなっており、第1回が『Fellows!』volume18にて告知されると編集部の予想を超えた多数の応募があるなど好評だったため、volume20にて告知された第3回まで行なわれた[177]。その後、第4回は告知されず前述のえんため大賞コミック部門と統合されコミックグランプリとなっていたが[111]、2016年に復活する予定である[178]。
- 『ゲッサン』とのコラボレーション
  - 上記した「マチ★アソビ vol.7」での合同サイン会が契機となり[179]、『Fellows!』連載作品の「乙嫁語り」（森薫）と『ゲッサン』連載作品の「信長協奏曲」（石井あゆみ）がコラボレーションした『乙嫁コンツェルト』が企画された[180]。この一環として『ゲッサン』2012年3月号に『Fellows!』掲載作家25人が自身の作品を用いて執筆した16ページの合作漫画「フェローズのできるまで」が掲載され[注 68]、『Fellows!』volume21には『ゲッサン』の特製宣伝チラシが封入された[180]。ネーム担当は福島聡[67]。後にこの合作漫画は『Fellows!』volume22の販促小冊子に再録されている[67]。
  - 『Fellows!』が『ハルタ』へとリニューアルされた際には『ゲッサン』編集長の市原武法の呼びかけによって再度コラボレーションが行なわれる事となり、『ゲッサン』2013年3月号には森薫による『ハルタ』PR漫画が、『ハルタ』volume2には『ゲッサン』連載作品である「ちろり」（小山愛子）の外伝読み切りが掲載された[37]。
  - 2013年9月には森薫と坂ノ睦による絵がメインビジュアルとして用いられたコラボフェアが行なわれ、大須賀めぐみが「ルドルフ・ターキー」・睦月のぞみが「VANILLA FICTION」（『ゲッサン』連載作品）を描いたペーパーも無料配布された[181]。

## 備考
2009年4月にエンターブレイン コミック編集部からフェローズ編集部が独立した影響で人が足りなくなった事と近年の出版不況により、『コミックビーム』のインターネット上の交流サイトである「空間コミックビーム」の運営が2009年3月を以って終了している。

## コミックビームFellows!
『コミックビーム』の増刊企画として刊行されたアンソロジーコミックであり、『Fellows!』の前身にあたる。Vol.1とVol.2の同時発売で、全て新作読み切り漫画で構成されている。平綴じA5判。
発行前の仮誌名は『コミックビーム増刊プラズマ』であったが、当時『コミックビーム』の編集者であった大場渉がアニメ雑誌『月刊ニュータイプ』（角川書店）に掲載されていた「涼宮ハルヒシリーズ」のコラムを読んでいたところ、“Fellows”という語句を発見し「良い言葉だ」と思い誌名に使用したという。
コミックビームFellows! Vol.1
エンターブレイン 〈ビームコミックス〉 2006年11月6日初版初刷発行（10月25日発売） ISBN 4-7577-2997-9
掲載陣：岩原裕二、三部けい、福島聡+小出和彦、竹谷州史、佐々木一浩+須田剛一、タイム涼介、長澤真、久慈光久、鈴木健也、中島あつき、宮田紘次、松本レオ、亜來正雪、新居美智代、深見真+うなじ、金平守人
コミックビームFellows! Vol.2
エンターブレイン 〈ビームコミックス〉 2006年11月6日初版初刷発行（10月25日発売） ISBN 4-7577-2998-7
掲載陣：森薫、雁須磨子、山名沢湖、佐野絵里子、湯浅ヒトシ、百名哲、えなまなえ、新居美智代、財賀アカネ、長野香子、松本千方、原鮎美、鴇明太郎、しまだわかば+滑川ホタル